# Histoire de la presse écrite au Québec
L'histoire de la presse écrite au Québec désigne l'évolution et le développement de la presse d'information et d'opinion (en majorité de langue française) au cours du temps au Québec.
Les presses à imprimer étant interdites à l'époque de la Nouvelle-France, l'histoire de la presse écrite québécoise commence véritablement au lendemain de la Conquête britannique. Le premier journal de l'histoire du Québec, un hebdomadaire bilingue financé, a pour principale fonction de publier les ordonnances officielles. Il faut attendre le début du XIXe siècle pour que les débuts du parlementarisme favorisent l'émergence d'une presse politique. La presse écrite croît par la suite lentement, ralentie par les faibles taux de littératie de la population bas-canadienne et par les coûts élevés de production. À cet égard, la décennie 1840 marque un premier point tournant, puisqu'elle est témoin de changements sociaux et d'innovations technologiques qui accroissent le lectorat et qui réduisent les coûts d'exploitation des imprimeries. Apparaît dès lors une véritable presse d'opinion. Les nombreux titres qui voient alors le jour permettent aux diverses factions politiques et religieuses et à groupes d'intérêt d'exposer leur agenda dans l'espace public. 
À la fin du XIXe siècle, le Québec voit l'émergence d'une presse d'information largement inspirée des exemples américains, français et britanniques. Plutôt que de tenter de charmer une petite élite intellectuelle ou encore un secteur précis de la société, cette presse courtise un lectorat aussi large que possible. Les éditeurs de journaux, devenus de véritables hommes d'affaires, redoublent d'ingéniosité pour attirer les lecteurs et les lectrices issus de toutes les classes sociales. Dans la presse dite « populaire », les longs articles de fond sont bientôt remplacés par des textes courts et au langage simple. Ces textes sont accompagnés de grands titres, d'illustrations et même parfois de photographies.
Au début du XXe siècle, la presse québécoise est en plein essor. Elle bénéficie notamment de certaines innovations technologiques comme la télégraphie sans fil. Les premières décennies du siècle voient ainsi l'apogée des grands quotidiens d'information ainsi que l'expansion de la presse régionale. À partir des années 1920 et 1930, la presse écrite rivalise avec la radio; à partir des années 1950, elle rivalise également avec la télévision. Les années 1960 et 1970 marquent une transition importante dans l'histoire de la presse écrite québécoise. Le métier de journaliste se professionnalise graduellement; certains secteurs de la presse québécoise deviennent engagés et même militants. Les journaux, les revues, les magazines et ceux qui les produisent jouent ainsi un rôle de premier plan dans la Révolution tranquille. La fin des années 1960 et les décennies qui suivent sont également témoin d'une concentration sans précédent de la presse écrite québécoise. Depuis les années 1990, mais surtout depuis les années 2000, la presse écrite doit composer avec le défi posé par l'émergence des médias numériques.

## Imprimé et journaux sous le régime français

### Absence d'une presse à imprimer en Nouvelle-France
Aux débuts du régime français, alors que l'administration de la colonie est laissée entre les mains de compagnies de commerce, la diffusion de matériel imprimé est loin d'être une priorité. « Le [processus] de colonisation offre peu de place aux livres », expliquent les historiens François Melançon et Gilles Gallichan. « En Amérique du Nord, sur le territoire investi par la monarchie française, la ruée vers l'or brun (la fourrure des castors) relègue les activités de l'esprit loin dans les priorités des engagés et autres colons », ajoutent-ils. Les coureurs des bois ne s'encombrent pas non plus de livres ou de périodiques, des objets qui « ne présente[nt] aucun attrait en regard des motivations à l'origine de leur choix de faire de la traite des fourrures. Il en va de même de ceux qui s'affairent au défrichement des terres. »
L'expérience coloniale française s'inscrit toutefois dans un contexte politique et religieux propice à la circulation de l'imprimé, à savoir la formation des États modernes et la Contre-réforme catholique. « Ces deux systèmes sociaux », précisent Melançon et Gallichan, « ont en commun d'avoir placé l'écrit au cœur de leur renouvellement ou de leur émergence et d'avoir su utiliser les avantages de cette nouvelle invention: la presse à imprimer ». Or, à partir de l'établissement du gouvernement royal, surtout, les administrateurs de la Nouvelle-France et les missionnaires jésuites espèrent l'établissement d'une presse à imprimer dans la colonie. L'absence d'imprimerie nuit après tout aux efforts d'éducation populaire et d'évangélisation des communautés religieuses, puis ralentit et alourdit considérablement les tâches de l'administration, la rédaction manuscrite favorisant les erreurs, les oublis et les incohérences. Bien que l'impression et la réimpression des ordonnances royales sont à l'occasion confiées à des imprimeurs français, les criées sont la façon la plus pratique de diffuser les informations officielles dans la colonie.

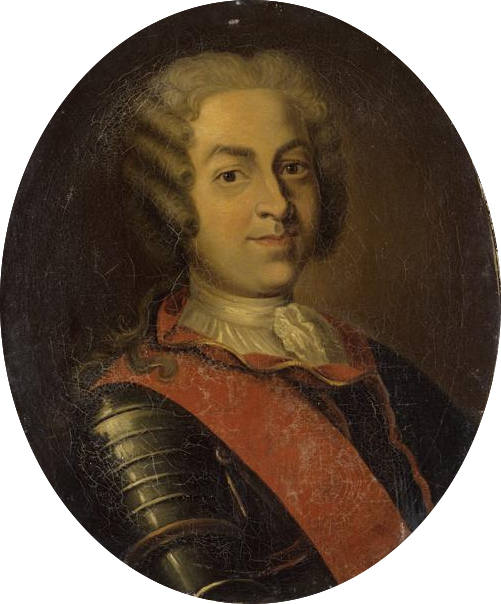
Rolland-Michel Barrin, marquis de La Galissonière

Malgré la volontés des autorités religieuses et civiles, l'État français refuse obstinément de permettre l'établissement de presses à imprimer en Nouvelle-France. En 1748, le gouverneur Roland-Michel Barrin de La Galissonière fait des démarches soutenues auprès du Conseil de la Marine pour l'envoi d'un imprimeur et d'une presse à imprimer, faisant valoir qu'une presse servirait à la promulgation des ordonnances et des règlements. Les efforts du gouverneur sont toutefois vains. Du point de vue de la monarchie française, l'absence d'une presse à imprimer dans les colonies d'Amérique du Nord garantit un meilleur contrôle de l'information ainsi que de la circulation des idées dans un territoire vaste et éloigné de la métropole. Ainsi, dans le récit de son voyage au Canada en 1749, le botaniste suédois Pehr Kalm observe qu’en l’absence d'une presse à imprimer « aucun livre ou écrit nuisible à la religion, à la royauté ou aux bonnes mœurs ne peut être imprimé et répandu dans le peuple. Rien de tel ne peut se produire par le moyen de textes manuscrits ».

### Imprimé et publications périodiques dans les colonies anglo-américaines

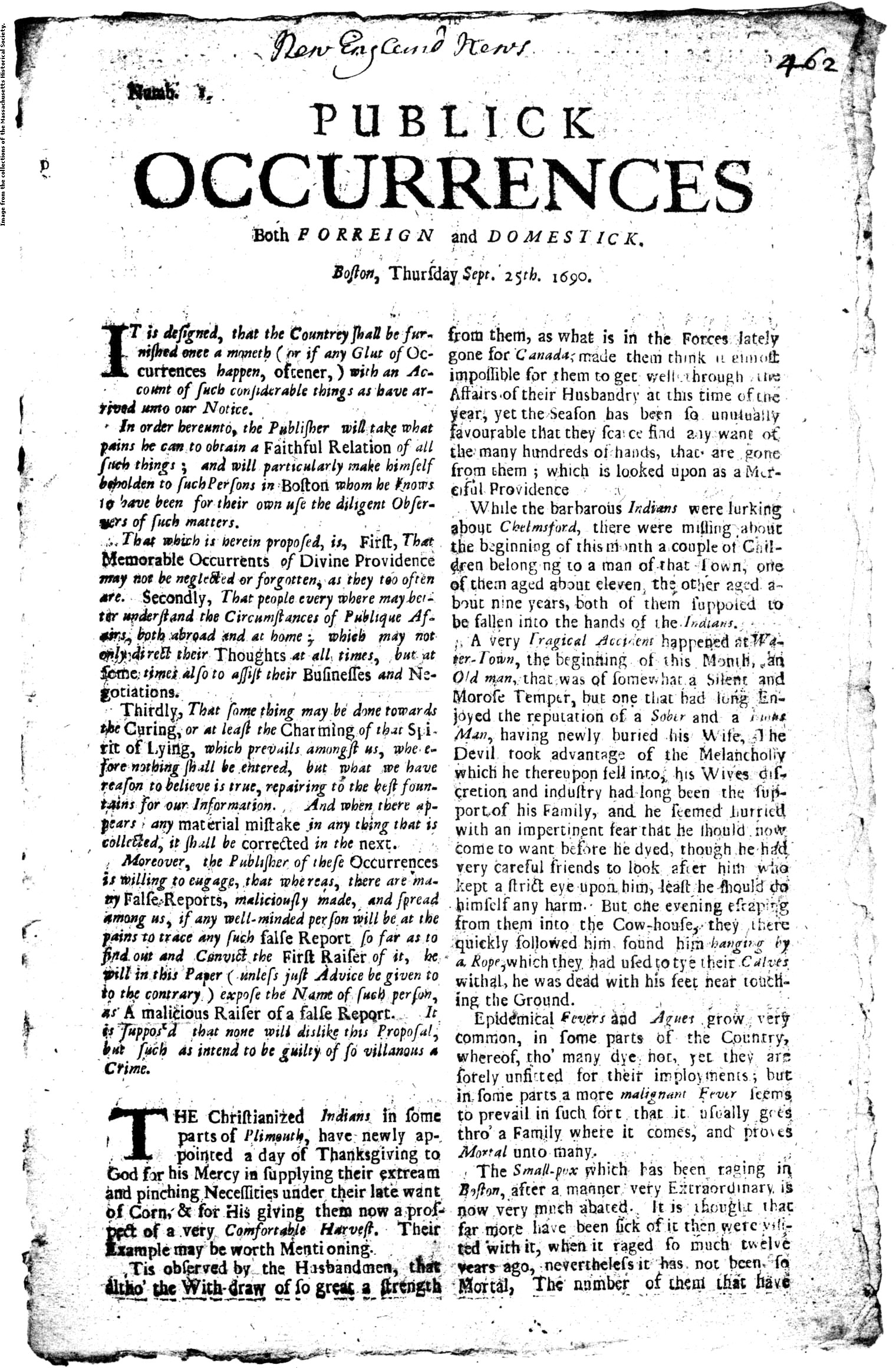
Publick Occurrences Both Foreign and Domestick (1690)

La situation de la Nouvelle-France contraste fortement avec la situation des colonies anglo-américaines. Au Massachusetts, par exemple, où l'université Harvard (alors Harvard College) est fondée en 1636, l'impression est bien implantée dès le XVIIe siècle. Des placards, des handbills, même des recueils législatifs sont régulièrement produits par les presses locales. Ces dernières facilitent ainsi la publication de documents officiels en plus de permettre la diffusion de certaines nouvelles locales et internationales.
La presse coloniale n'est toutefois pas entièrement libre. En plus d'être soumise à la loi anglaise, qui prévoit une bonne dose de censure, elle est de plus limitée par les autorités coloniales. Ces dernières ne voient généralement pas la liberté de presse d'un bon œil. Ainsi, en 1671, William Berkeley, Gouverneur de la Virginie, se réjouit de l'absence d'une presse à imprimer dans sa colonie :

« Grâces en soient rendues à Dieu, nous n'avons ici ni écoles gratuites, ni imprimerie, et j'espère que nous n'en aurons point d'ici cent ans; car l'instruction à mis au monde l'indocilité, les hérésies et les sectes, et l'imprimé a propagé, avec tous ces maux, les attaques contre les gouvernements. »

La réticence des autorités coloniales face aux presses à imprimer et à leurs publications n'est pas unique aux colonies du Chesapeake ou du Sud. Lorsque l'imprimeur bostonnais Benjamin Harris lance le Publick Occurrences Both Foreign and Domestick, en 1690, le gouverneur et son conseil s'empressent de faire fermer la publication.
En 1695, quelques années seulement après Glorieuse Révolution qui porte Guillaume III d'Orange et Marie II Stuart sur le trône, le Licensing Act (la loi sur la censure avant publication en vigueur depuis 1662) vient à échéance et n'est pas renouvelé. Bien qu'aucune loi positive ne garantisse la liberté de presse, la fin de la censure pré-publication s'accompagne bientôt d'une explosion de la presse écrite dans les îles britanniques.
Même si la censure pré-publication persiste dans les colonies, l'explosion de la presse outre-atlantique s'accompagne d'une expansion prudente de la presse coloniale au début du XVIIIe siècle. Ainsi, en 1704, John Campbell crée The Boston News-Letter, un hebdomadaire publié avec l'accord officiel du gouverneur de la Baie du Massachusetts, Joseph Dudley. Dans son journal, Campbell adopte une attitude éditoriale très effacée, tirant la majorité de son information du London Flying Post et de la London Gazette, organe officiel du gouvernement anglais puis britannique. Dès 1719, Campbell a de la compétition avec la fondation de la Boston Gazette. Au fil des décennies, des journaux voient également le jour à Philadelphie (The American Weekly Mercury, 1719; The Pennsylvania Gazette, 1728), à New York (The New-York Gazette, 1725) et en Virginie (The Virginia Gazette, 1736). Si la majorité de ces journaux ne survivent que brièvement, on trouve 16 journaux dans les 13 colonies vers 1740 et 24 au milieu des années 1760.

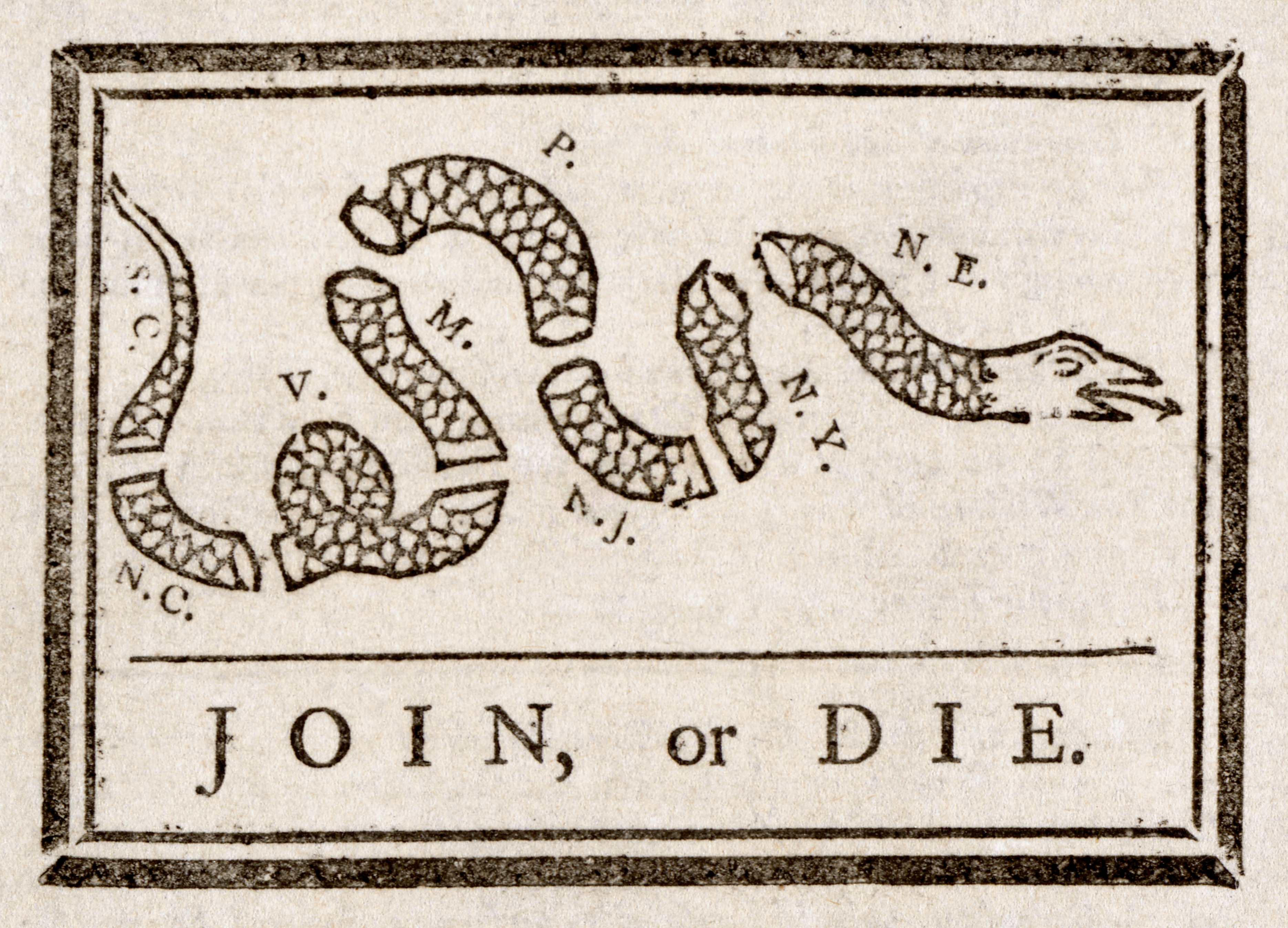
Benjamin Franklin dessine et imprime le cartoon "Join or Die" pour rallier les colonies britanniques pendant la guerre de Sept Ans

Lorsque la guerre de Sept Ans éclate au milieu du XVIIIe siècle, la presse écrite est donc bien établie dans les colonies américaines. Pendant le conflit, les journaux deviennent des outils de mobilisation intercoloniale. À la suite du Congrès d'Albany de l'été 1754, l'imprimeur et éditeur Benjamin Franklin se sert ainsi des pages de la Pennsylvania Gazette pour diffuser des éléments de propagande à cet effet. La célèbre caricature politique Join, or Die (« s'unir ou périr »), vraisemblablement la première de l'histoire des États-Unis, s'inscrit dans cette tendance.
Les journaux ont pour effet d'unir les forces anglo-américaines dans leur effort de guerre contre la France. Dans le contexte mouvementé de la décennie 1760, alors que les politiques fiscales impériales soulèvent des questions sur la représentation politique des colonies d'Amérique du Nord, ces journaux sont le site des débats d'idées aux origines de la Révolution américaine. Ils favorisent également l'émergence d'une certaine identité partagée entre les habitants des diverses colonies.

#### La guerre d'Indépendance, l'imprimé et le Québec

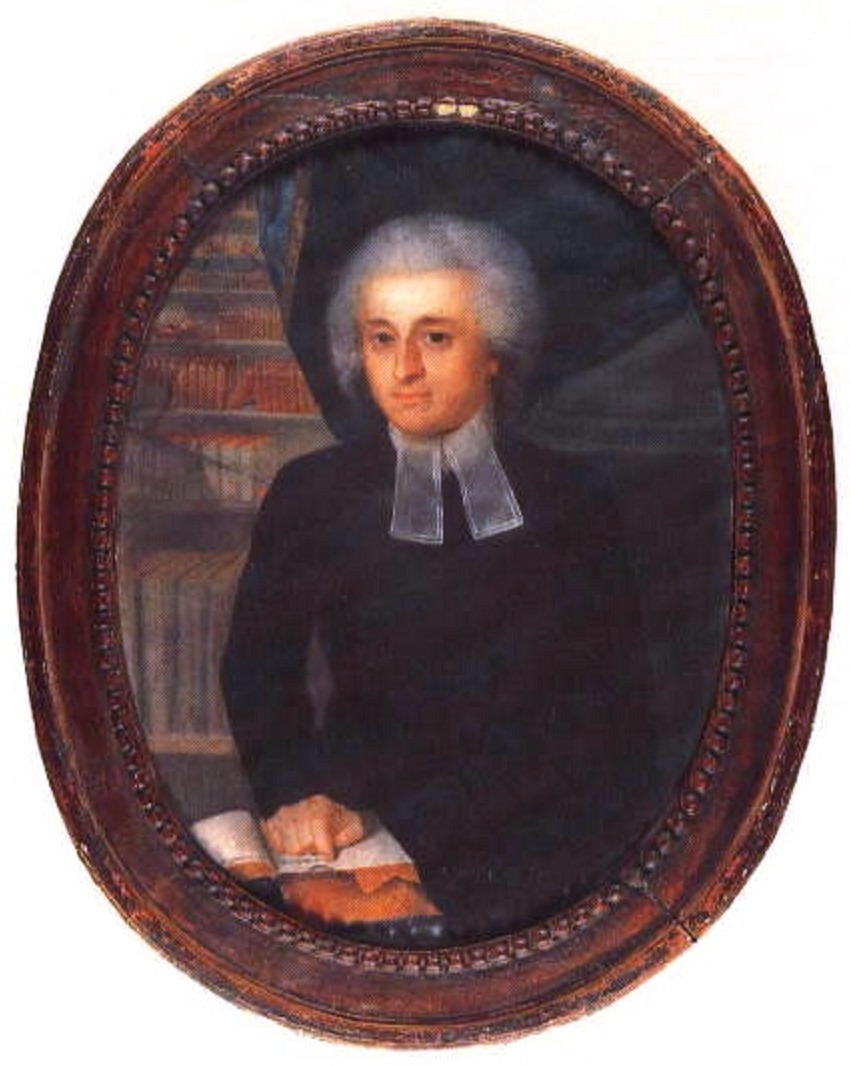
Fleury Mesplet imprime les trois Lettres du Congrès continental aux Habitants de la Province de Québec avant de s'installer à Montréal et d'y ouvrir une imprimerie

Entre le 5 et le 26 octobre 1774, le Premier Congrès continental réunit des délégués de 12 des 13 colonies américaines qui déclareront éventuellement leur indépendance. L'objectif avoué du Congrès est de préparer une réponse aux Intolerable Acts et à l'Acte de Québec adoptés par le Parlement britannique plus tôt dans l'année. Une des priorités du Congrès continental est de rallier les autres colonies britanniques à sa cause. Les délégués décident ainsi de faire rédiger et imprimer une série de lettres à l'endroit des habitants du Québec, de l'Île Saint-Jean (aujourd'hui l'Île-du-Prince-Édouard), de la Nouvelle-Écosse, de la Géorgie et des Floride orientale et occidentale.
La première Lettre aux Habitants de la Province de Québec est ainsi rédigée par des délégués du Congrès continental et traduite par Pierre Eugène du Simitière avant d'être imprimée à 2 000 exemplaires par Fleury Mesplet. Né dans une famille d'imprimeurs lyonnais, ce dernier avait d'abord voyagé à Londres à la recherche d’occasions d’affaires dans les années 1770, puis avait choisi de s'installer dans les colonies américaines sur le conseil de Benjamin Franklin.
En 1775 et 1776, en prévision de l'invasion de la Province de Québec, le Second Congrès continental vote la rédaction et l'impression de deux nouvelles lettres à l'intention des habitants du Québec. Les contrats d'impression sont à nouveau confiés à Fleury Mesplet. Ce dernier accompagne Benjamin Franklin lors de l'invasion et décide de s'installer de façon permanente à Montréal.

## La presse écrite au Québec sous le régime britannique

### Débuts de la presse écrite au lendemain de la Conquête
L’histoire de la presse écrite au Québec s’amorce véritablement sous le régime britannique, au milieu des années 1760. La croissance de cette presse est toutefois limitée par la taille de la population, qui dépasse à peine les 65 000 âmes au lendemain de la Conquête, ainsi que par le faible taux d'alphabétisation des Canadiens-français. L'historien Michel Verrette estime qu'entre 15 et 18% de cette population est lettrée entre 1730 et 1809, un taux qui tend à être considérablement plus élevé chez les hommes que chez les femmes.

#### Un précédent:The Halifax Gazette
Douze ans avant l’émergence de la presse écrite au Québec, une première imprimerie et un premier journal voient le jour dans la colonie voisine de la Nouvelle-Écosse. Le 23 mars 1752, l'imprimeur John Bushell fait paraître le premier numéro de The Halifax Gazette. « En outre d'avoir été le pionnier de l'imprimerie sur notre sol », écrit l'historien et essayiste Aegidius Fauteux, le principal titre de gloire de Bushel aura été « d'avoir posé les premières assises du journalisme canadien ».

#### La Gazette de Québec/The Quebec Gazette

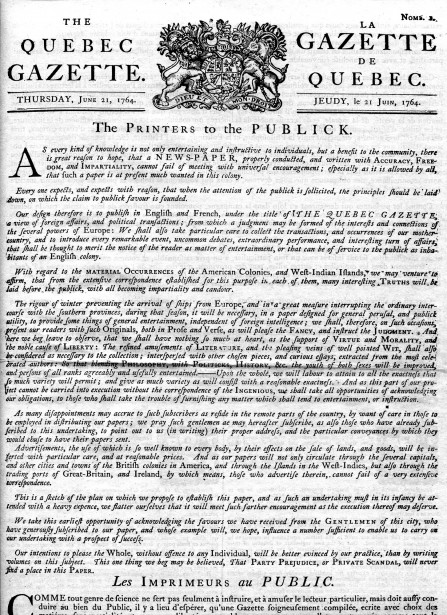
Premier numéro de La Gazette de Québec/The Quebec Gazette

C'est en 21 juin 1764 que paraît le premier journal de l'histoire du Québec, La Gazette de Québec/The Quebec Gazette. Ce journal bilingue de quatre pages est mis sur pied par deux journalistes et imprimeurs originaires de Philadelphie, William Brown et Thomas Gilmore. Les deux hommes, qui ont travaillé ensemble à l’imprimerie de Benjamin Franklin, saisissent bien l’importance de l’imprimé dans la diffusion de l’information et la propagation des idées. Ils comprennent également que la presse est une nouveauté au Canada, et qu'elle aura besoin de temps pour bien s'implanter dans la culture locale. Comme ils ne parviennent pas à avoir les 300 abonnés nécessaires à la viabilité de leur journal, les deux fondateurs s'en remettent naturellement au gouverneur James Murray. Ce dernier accepte de subventionner l'entreprise de Brown et Gilmore en échange de leur neutralité et de leurs services. Ainsi, en plus de publier les nouvelles commerciales, la Gazette de Québec sert essentiellement de porte-voix au gouverneur, dont elle publie régulièrement les ordonnances et les documents officiels. En outre, l'hebdomadaire publie des nouvelles internationales et de la publicité, augmentant ainsi ses revenus perçus sur les abonnements et les contrats d’imprimerie.
Le 31 octobre 1765, après un an d'activité seulement, la Gazette de Québec se voit forcée de suspendre temporairement sa publication en raison de la nouvelle taxe placée sur le papier par les autorités impériales. L'abolition du Stamp Act quelques mois plus tard permet à Brown et Gilmore de reprendre leurs activités régulières au printemps 1766.
Thomas Gilmore meurt en 1772; son fils Thomas le remplace d'abord comme copropriétaire avant de vendre ses parts de l'entreprise à William Brown dès 1774. Durant la guerre d'Indépendance américaine, La Gazette demeure loyale au gouvernement britannique. Elle cesse ses activités à l'automne 1775, lors du siège de Québec. Brown publie néanmoins deux numéros spéciaux pendant le siège de la capitale, les 14 et 21 mars 1776, avant de fermer boutique (possiblement pour des raisons monétaires) jusqu’à la reprise de la publication régulière, au mois d'août.
Lorsque William Brown meurt à son tour, le 22 mars 1789, son jeune neveu John Neilson hérite du journal. Entre 1793 et 1796, c'est toutefois Samuel Neilson, un autre neveu de Brown, qui gère l'entreprise. Lorsqu’il prend lui-même la direction du journal, John Neilson réitère la politique de neutralité éditoriale de son oncle. Dans la Gazette du 7 janvier 1808, Neilson écrit:  « La Gazette sera un véhicule complet des nouvelles, sans embrasser des disputes de partis ».
Avec l'émergence d'une véritable politique partisane, toutefois, cette position devient difficile à soutenir. Dès le début des années 1810, la Gazette commence à prendre position en faveur des intérêts des Canadiens (français). En 1818, Neilson est élu député à la Chambre d'Assemblée du Bas-Canada. Considérant sa condition de politicien « incompatible avec celle de propriétaire d’un journal qui vit des contrats d’impressions octroyés par le gouvernement », il abandonne la Gazette à son fils Samuel.
La Gazette de Québec continue d'être publiée jusqu’en 1874. Elle est alors absorbée par son plus important concurrent, le Morning Chronicle.

##### Fleury Mesplet et les débuts de la presse à Montréal
Le premier journal montréalais voit le jour grâce à l’initiative de l'imprimeur Fleury Mesplet. Après avoir imprimé des Lettres aux Habitants de la Province de Québec pour le compte du Premier Congrès continental, Mesplet suit les troupes américaines lors de l'invasion de 1775. La mission américaine se solde par un échec, mais Mesplet, qui porte avec lui son matériel d'imprimerie, choisit de s'établir à Montréal. D’abord emprisonné par les autorités britanniques, qui se méfient des idées révolutionnaires provenant des colonies américaines, il est relâché 26 jours plus tard et même sollicité pour son expertise en tant qu’imprimeur.

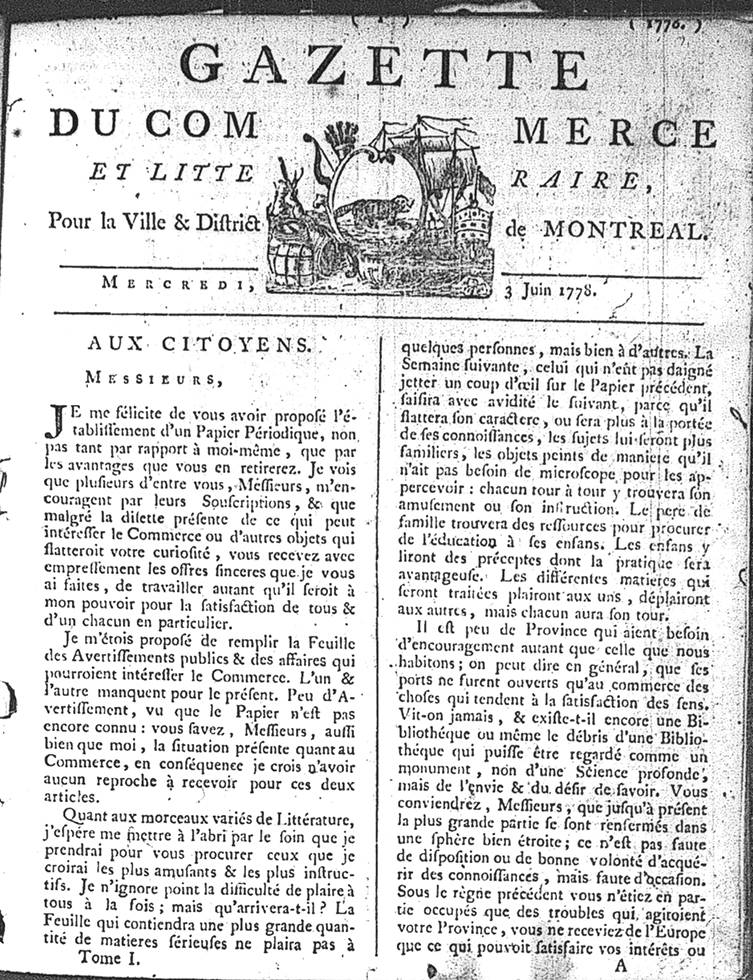
Premier numéro de la Gazette littéraire de Fleury Mesplet

En 1778, installé dans un atelier de la rue Capitale, Mesplet fonde La Gazette du commerce et littéraire pour la ville et district de Montréal, premier journal de langue exclusivement française dans la province. Il est publié pour la première fois le 3 juin 1778. Mesplet délaisse rapidement les nouvelles commerciales pour se concentrer sur les nouvelles littéraires. Avec son partenaire, l'avocat et journaliste français Valentin Jautard, Mesplet se sert du journal pour forger un espace de débat d'idées. Sous le couvert de pseudonymes, divers auteurs, dont les éditeurs eux-mêmes, se servent ainsi des pages de la Gazette littéraire pour débattre des idées de philosophes tels que Montesquieu, Voltaire et Rousseau.
L'historien de la littérature Bernard Andrès suppose que Mesplet et Jautard entendent reproduire au Québec une sociabilité littéraire similaire à celle qui caractérise l'Europe des Lumières: « Alors que la province ne dispose que depuis peu de presses, que l’enseignement est déficient et que l’espace public se met seulement en place, les animateurs de cette gazette ne fantasment-ils pas ici une République des lettres sur le modèle européen? ».
À mesure que des idées réformistes et révolutionnaires se répandent dans l'espace atlantique, les débats littéraires de la Gazette montréalaise prennent une tournure politique. Mesplet et Jautard se servent par exemple de leur publication pour formuler des critiques acerbes envers les autorités religieuses et coloniales. En 1779, ils encouragent même les Canadiens à joindre les Patriotes américains dans leur rébellion contre l'Empire britannique. Le gouverneur Frederick Haldimand ordonne alors de faire saisir la presse de la Gazette, et fait arrêter Mesplet et Jautard pour « sédition ». Les deux hommes ne recouvrent leur liberté qu'en 1782, après la fin de la guerre.
Comme il est le seul homme de la région de Montréal à posséder le savoir-faire nécessaire pour faire fonctionner une presse à imprimer, Mesplet récupère rapidement son matériel, qui avait été saisi et vendu aux enchères. En 1785, il relance la Gazette littéraire, cette fois sous le titre simplifié de La Gazette de Montréal. Cette publication bilingue est publiée en format in-folio et se consacre aux nouvelles locales et étrangères. Elle accorde peu d'espace à la critique littéraire et aux débats d'idées.
Lorsque Mesplet meurt le 24 janvier 1794, à l'âge d'environ 60 ans, il lègue son imprimerie et son journal à son épouse. Anne-Marie Mesplet publie quelques numéros supplémentaires, mais interrompt bientôt les activités de la Gazette. Pendant deux ans, les imprimeurs rivaux Louis Roy et Edward Edwards se disputent la succession de Mesplet; c'est finalement Edwards qui l'emporte. Il continue à publier le journal jusqu'en 1808, lorsque ses équipements sont saisis par les autorités coloniales. Pour les 14 années qui suivent, la Gazette est éditée par le relieur James Brown. Acheté par l'homme d'affaires Thomas Andrew Turner en 1822, le journal prend le nom de The Montreal Gazette, qu'il conserve jusqu'à aujourd'hui.

### L'avènement d'une presse partisane
Avec la promulgation de l'Acte constitutionnel de 1791, la Province de Québec, dorénavant connue sous le nom de Bas-Canada, est dotée d'une Chambre d'assemblée élue. Au Bas-Canada comme ailleurs, l'instauration d'un régime parlementaire a une incidence immédiate sur la presse écrite. Jusqu'au milieu du XIXe siècle, en dépit des défis colossaux auxquels font face les journaux, cette dernière permet aux débats parlementaires de s'étendre à l'espace public et de nourrir la culture politique bourgeonnante des habitants du Bas-Canada.

#### LeQuebec Mercuryde Thomas Cary etLe Canadiende Pierre-Stanislas Bédard et François Blanchet

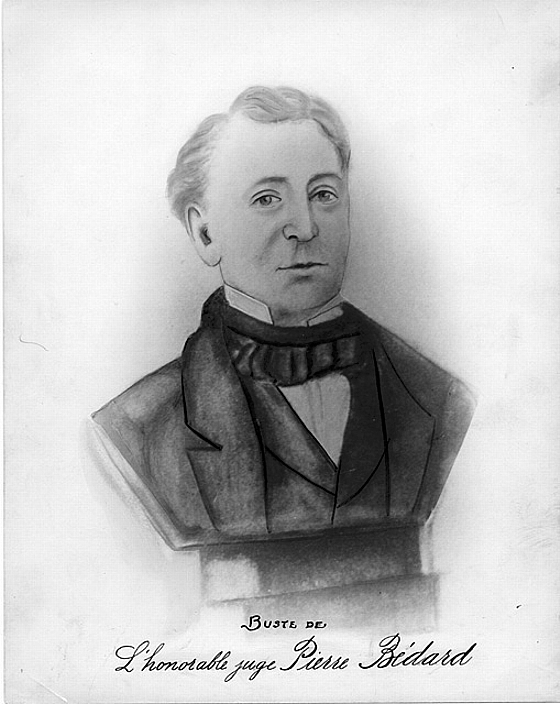
Pierre-Stanislas Bédard, fondateur du Canadien (1806)

Dans le but avoué de contrebalancer l’influence des députés francophones, majoritaires à la Chambre d'assemblée, les marchands anglophones de Québec se dotent en 1805 de leur propre journal. Le Quebec Mercury, hebdomadaire de langue anglaise, est ainsi fondé par l’homme d’affaires et avocat Thomas Cary, qui en devient le rédacteur en chef.
Les éditeurs du Mercury, explique Gilles Gallichan, considèrent comme « abusives » les libertés politiques qui ont été accordées à la majorité canadienne du pays. Le journal estime que l'existence d'un Canada français après un demi-siècle de conquête britannique constitue une « anomalie » qui entrave le projet colonial anglo-saxon.
Bien qu'il vante les « libertés anglaises » garanties aux habitants de l'Empire britannique, le Mercury hésite à publier les lettres écrites par des Canadiens-français qui souhaitent répliquer aux virulentes attaques des marchands anglais. Les députés francophones se dotent donc à leur tour d’une presse en 1806. Dans les derniers mois de l’année 1806, certains d’entre eux, regroupés sous la bannière du Parti canadien, mettent sur pied Le Canadien, premier journal unilingue française de la ville de Québec. Dans le prospectus qu'il publie à la mi-novembre, l'éditeur Pierre-Stanislas Bédard écrit que Le Canadien entend relever l’honneur des Canadiens, « qu’on a vu flétris par de noires insinuations, dans un papier publié en anglais, sans avoir eu la liberté d’y insérer un mot de réponse ». Le but premier de la presse, ajoute Bédard, un avocat de profession, « est d’informer les citoyens sur les actions du gouvernement et de permettre la libre expression des idées ». Les journaux peuvent ainsi « répandre la lumière » et devenir « un pouvoir essentiel à la liberté ».
Imprimé rue Saint-François, Le Canadien est un hebdomadaire de 4 à 8 pages. Ses articles sont disposés sur deux colonnes et séparées d'un simple filet. Son tirage moyen est de 300 à 500 exemplaires, grimpant parfois jusqu'à 600. Ces exemplaires sont distribués un peu partout dans les villes d'importance du Bas-Canada, puis circulent dans les villages environnants, où ils sont parfois lus à voix haute pour le bénéfice des personnes illettrées.
Le Canadien publie principalement des reportages parlementaires et les commentaires des rédacteurs et de leurs collaborateurs. Il comporte également des nouvelles étrangères, des annonces commerciales et, à l’occasion, des pièces littéraires canadiennes et étrangères à teneur politique ou historique. Bédard et son collaborateur, le médecin François Blanchet, publient parfois des avis de décès, des devinettes, des énigmes et des charades. Le Canadien permet ainsi à une génération de jeunes Canadiens-français ambitieux de s'initier au journalisme. Cette dernière inclut le futur maire de Montréal, Jacques Viger; le cousin de ce dernier, l'essayiste Denis-Benjamin Viger; et le député de la Haute-Ville de Québec Jean-Antoine Panet. La publication permet également aux députés canadiens d'atteindre l'opinion publique par le biais de l'imprimé.
Bédard, bien rompu en droit constitutionnel, ne s’oppose pas au régime britannique. Il appuie même les institutions britanniques et reconnaît que la vie au sein de l’empire présente certains avantages. « [A]lors que les colons ne disposaient que de peu de droits dans le régime absolutiste français, ils jouissent, sous la monarchie constitutionnelle britannique, d’une Constitution, d’une assemblée élue et d’un système politique fondé sur l’équilibre des pouvoirs », écrit-il. Selon Fernand Ouellet, Bédard critique surtout la manière dont le système politique du Bas-Canada est administré.
Publié jusqu’en 1903, Le Canadien connaît plusieurs interruptions au cours de sa longue histoire. Sa réputation en fait le modèle par excellence de la presse d’opinion, qui fleurit au milieu du XIXe siècle.

#### Le «règne de la terreur» du gouverneur James Craig

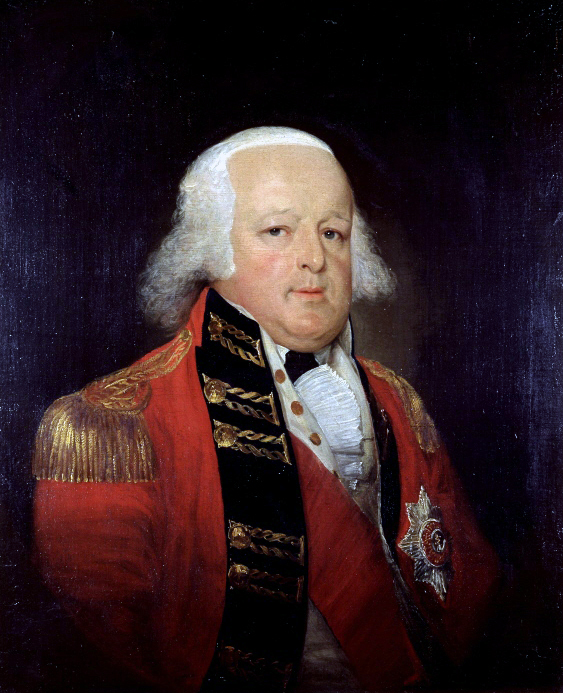
James Henry Craig (1806)

Le 29 août 1807, le militaire James Henry Craig devient Gouverneur général des colonies de l'Amérique du Nord. Hostiles au Parti canadien, Craig et ses proches conseillers, incluant le secrétaire Herman Ryland et l'évêque anglican Jacob Mountain, ne cachent pas leur mépris à l'endroit de la classe politique canadienne. Craig ne tarde pas non plus à associer les critiques exprimées en Chambre et répétées dans les pages du Canadien à une forme de déloyauté envers la Couronne britannique.
Or, après avoir obtenu des résultats mitigés aux élections générales de 1800 et de 1804, le Parti canadien remporte une claire majorité des sièges à celle de 1808. Fort de cette victoire, Pierre-Stanislas Bédard, tout juste élu député de la Basse-Ville de Québec, met de l'avant une ambitieuse motion visant à éloigner les juges des pouvoirs législatifs et exécutifs. Il propose également que l'Assemblée se dote du pouvoir d'examiner le budget des dépenses publiques et de réclamer des comptes aux conseillers du gouverneur.
Outré par la proposition de Bédard, Craig dissout la Chambre d'assemblée et décrète de nouvelles élections en 1809. Au cours de la campagne électorale, Le Canadien favorise la réélection d'une majorité de candidats du Parti canadien. Déterminés à affirmer le pouvoir de la Chambre face au gouverneur, les députés canadiens votent rapidement une loi excluant les juges de l'Assemblée. Craig est furieux lorsqu'une motion exige l'expulsion immédiate du dernier juge encore député, Pierre-Amable De Bonne, un de ses amis personnels. Un mois à peine après l'ouverture de la session, Craig proroge le Parlement. Le 1er mars, il déclenche de nouvelles élections générales.
Entre le 17 et le 19 mars 1810, une période parfois qualifiée de « règne de la terreur », Craig prend des décisions plus énergiques contre les députés canadiens. Le 17 mars, des soldats saisissent la presse et les caractères typographiques du Canadien et arrêtent l'imprimeur Charles Lefrançois. Deux jours plus tard, la Couronne ordonne l'arrestation pour sédition de députés associés au journal, incluant Pierre-Stanislas Bédard et François Blanchet. Craig fait également arrêter une vingtaine de copropriétaires, rédacteurs, distributeurs ou agents du Canadien, dispersés à travers le Bas-Canada, sous prétexte qu'ils sont des « hommes méchants et mal intentionnés » qui répandent des « suggestions artificieuses » au sein de la population.
La manœuvre est un échec stratégique. Aux élections des mois de mars et d'avril, presque tous les députés élus en 1809 conservent leurs sièges. De prison, Pierre-Stanislas Bédard lui-même est réélu dans le comté de Surrey (actuellement Verchères). Réalisant sa bévue, Craig fait libérer les prisonniers moyennant caution et demande de pardon dans les mois qui suivent. Tous acceptent ces termes à l'exception de Bédard, qui appelle à ses libertés comme sujet britannique et demande plutôt un procès qui ne lui est jamais accordé. Il est finalement libéré sans caution après 13 mois d'emprisonnement. L'année suivante, Craig quitte le Bas-Canada pour l'Angleterre sous prétexte que « le faible état de [sa] santé » le rend incapable de remplir ses devoirs de gouverneur. Il est bientôt remplacé à titre de gouverneur par George Prevost, qui a préalablement participé à l'administration coloniale de l'île de Sainte-Lucie et de la Nouvelle-Écosse. Dès son entrée en fonction, au mois de septembre 1811, Provost « s'applique à calmer les esprits et à apaiser l'animosité dans les cœurs », écrit l'historien François-Xavier Garneau. Sur l'ordre des autorités impériales, Provost s'affaire en effet à rétablir un lien de confiance avec les Canadiens. Le 1er octobre, il redonne à Bédard la commission de milice que son prédécesseur lui avait retirée en 1809 et le nomme juge de Trois-Rivières.

### La presse bas-canadienne dans la première moitié duXIXesiècle

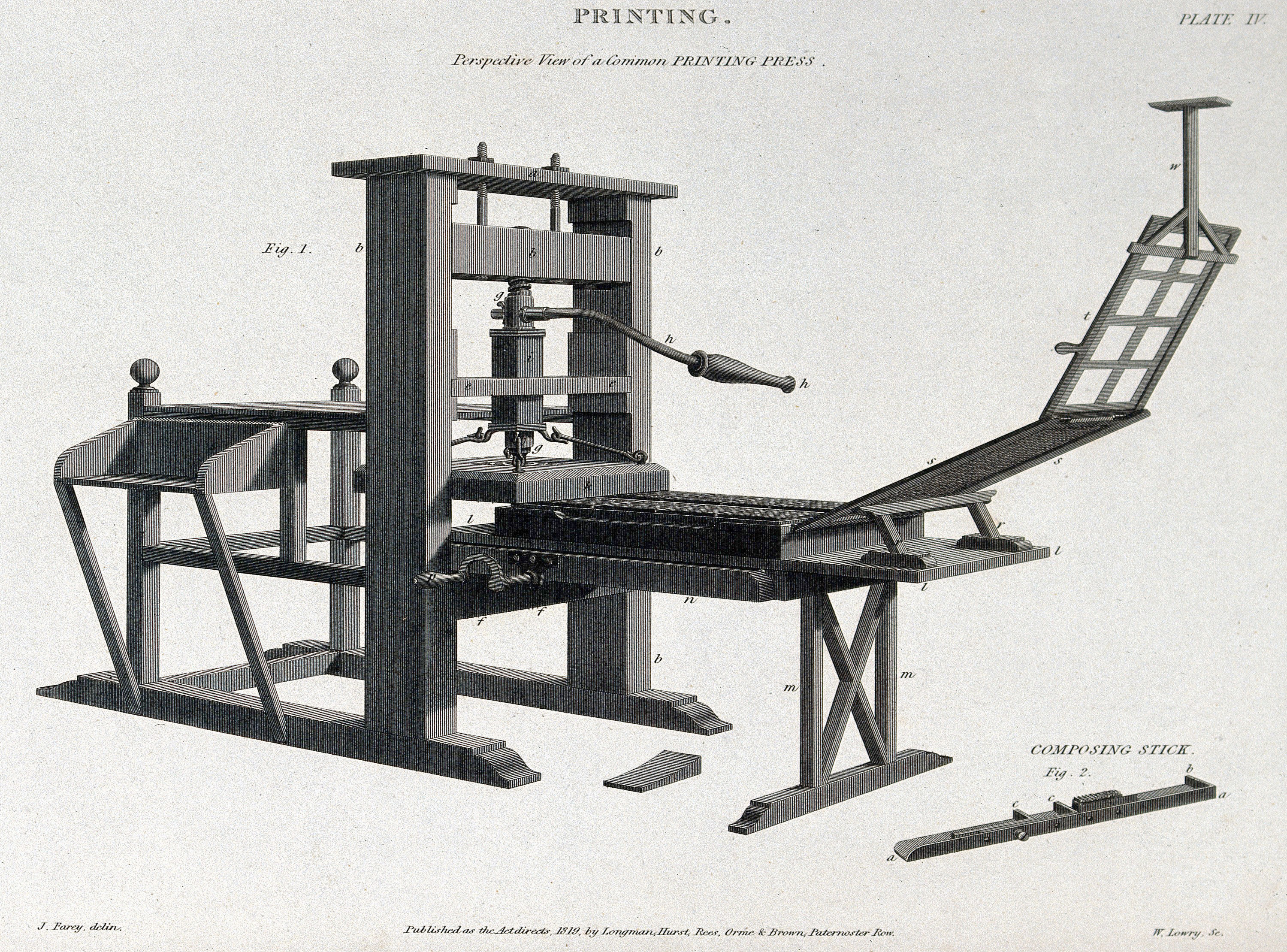
Presse à imprimer en usage au début du XIXe siècle

La presse bas-canadienne de la première moitié du XIXe siècle doit composer avec d'incessantes difficultés financières et avec un lectorat très modeste. Plusieurs journaux tentent de s'implanter à Montréal et à Québec entre 1805 et 1840, mais la plupart d'entre eux disparaissent rapidement.
La croissance de la presse écrite du Bas-Canada est d'autant plus limitée qu'elle est gênée par certaines contraintes techniques et technologiques. Comme l'explique l'historien Fernand Harvey, les éditeurs du début du XIXe siècle utilisent encore des presses mécaniques manuelles, qui produisant à peine 60 exemplaires à l'heure. Les coûts élevés du papier limitent également les ambitions des éditeurs, puis qu'ils ne permettent pas la production de journaux de plus de six pages. Les frais associés à la production de journaux sont aussi des freins à l'innovation, puisqu'ils limitent ce que les éditeurs peuvent accomplir en termes de mise en page. « Les gros titres et les illustrations qui deviendront le propre des journaux à grand tirage de la fin du XIXe siècle sont inconnus à l'époque », note Harvey, « les polices de caractères sont petites et la mise en page est compacte, car il importe aux propriétaires d'utiliser tout l'espace disponible ».
Les défis économiques et technologiques auxquels font face les journaux de la première moitié du XIXe siècle sont considérablement aggravés par les affrontements répétés avec le pouvoir exécutif. La situation se dégrade dans les années 1820 et encore davantage au cours des années 1830, alors que le Parti canadien prend graduellement les traits du Parti patriote.

#### La presse écrite et les rébellions de 1837-1838
Au cours de la décennie 1820, le gouverneur et le Parti canadien s'opposent constamment sur l'utilisation des subsides accordées par la Chambre d'assemblée au gouverneur pour la gestion de l'État colonial. À l'aube de la décennie 1830, alors que le climat social se détériore, le Parti canadien devient le « Parti patriote ». Menés par Louis-Joseph Papineau, les Patriotes reçoivent l'appui prudent du Canadien, alors dirigé par Étienne Parent. Ils reçoivent un soutien plus enthousiaste de La Minerve, dirigée par Ludger Duvernay.
Les Patriotes bas-canadiens s'attirent aussi la faveur de certaines publications anglophones, à commencer par le Canadian Spectator et le Vindicator. Ces journaux sont tous deux dirigés par des Irlandais qui voient dans la cause des Patriotes une similarité avec le combat mené contre l'impérialisme britannique dans leur contrée d'origine. Lorsque les bureaux du Vindicator, un journal dirigé par le républicain Edmund Bailey O'Callaghan, sont attaqués par des membres du Doric Club, O'Callaghan se voit forcé de fermer le journal. Il s'exile aux États-Unis aux côtés de Papineau plus tard en 1837.

##### Étienne Parent etLe Canadien

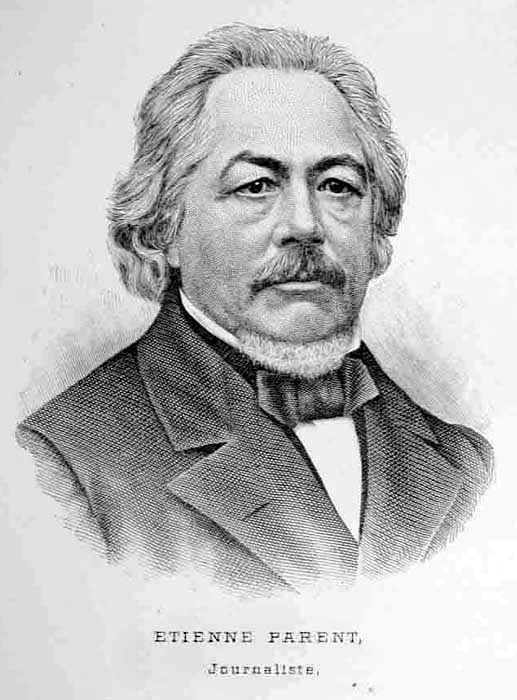
Le journaliste Étienne Parent

La publication du Canadien est suspendue lors de la querelle entre le gouverneur Craig et l'assemblée (1810-1811) et ne reprend qu'en 1817. La rédaction en est alors confiée à Laurent Bédard, neveu de Pierre-Stanislas Bédard. La publication du Canadien s'arrête à nouveau en décembre 1819 avant de reprendre en janvier 1820, sous l'impulsion du fondateur François Blanchet et du rédacteur-imprimeur Flavien Vallerand. Dans une circulaire datée du 12 mars 1825, ce dernier annonce toutefois que des difficultés financières le forcent à suspendre momentanément la publication du journal, qui effectuera un bref retour en août 1825 avant de disparaître à nouveau de 1826 à 1831.
La publication du Canadien reprend formellement le 7 mai 1831, cette fois sous la direction d'Étienne Parent. Fils d'un cultivateur de Beauport devenu journaliste puis avocat, Parent est parfois considéré comme le premier intellectuel de l'histoire du Québec. Avec l'imprimeur Jean-Baptiste Fréchette, il entend faire du Canadien un instrument d'éducation populaire. « La presse périodique », écrit Parent, « est la seule bibliothèque du peuple [et] le savoir est une puissance et chaque nouveau lecteur ajoute à la force populaire ».
En plus de se prononcer ouvertement en faveur d'une complète liberté de presse, Parent dévoile rapidement ses convictions patriotiques. Dans le premier article qu'il publie dans les pages du Canadien, il annonce ainsi que « [c]’est le sort du peuple Canadien d’avoir non seulement à conserver la liberté civile, mais aussi à lutter pour son existence comme peuple ».
À mesure que le climat social se dégrade, Parent fait de sa plume une « arme » de combat. En 1835, Le Canadien se prononce ainsi ouvertement en faveur des 92 Résolutions rédigées par le chef du Parti patriote, Louis-Joseph Papineau, et par le député Augustin-Norbert Morin. Les 92 Résolutions comprennent une liste exhaustive de griefs accumulés par la Chambre d'Assemblée du Bas-Canada ainsi qu'une série de demandes de réformes, notamment un Conseil législatif élu et à la composition révisée. Elles sont présentées devant l'Assemblée le 17 février 1834 et sont adoptées quelques jours plus tard après des débats houleux. Chargée de pétitions contenant 80 000 signatures, une délégation menée par Denis-Benjamin Viger se rend alors à Londres pour tenter de convaincre le Parlement britannique d'appuyer les revendications des Patriotes.
Lorsque les 10 résolutions de Lord Russell, réponse largement négative aux 92 résolutions des Patriotes, atteignent le Canada au printemps 1837, Étienne Parent maintient une ligne réformiste. Contrairement aux Patriotes les plus convaincus, il s'oppose toutefois à ce que le mouvement réformiste sorte de l'arène politique pour se transformer en rébellion. Il dénonce ainsi les déclarations « radicales » faites lors des assemblées populaires du printemps et de l'été 1837. Accusé de trahison par certains de ses compatriotes, Parent continue de défendre ses positions modérées dans Le Canadien: « On ne renonce pas aux principes consacrés dans les 92 résolutions; mais on ne veut pas non plus jeter le pays dans les horreurs d'une lutte à mort avec l'Angleterre ».
Atterré par les terribles batailles de Saint-Charles et de Saint-Eustache, Parent se tait jusqu'à la fin de 1837. Reprenant la plume au début de l'année 1838, il réclame le gouvernement responsable, qu'il présente comme le seul moyen de répondre aux griefs accumulés. Quelques semaines plus tard, l'Acte constitutionnel de 1791 est suspendu et le gouvernement colonial est réduit à un Conseil spécial dirigé par le général John Colborne.

L'arrivée de Lord Durham au Canada, en mai 1838, suscite d'abord un certain espoir chez Parent, qui a toujours foi en la justice britannique. À l'automne 1838, lorsque des villages sont mis à sac, que des centaines de personnes sont emprisonnées et que 12 Patriotes sont condamnés à mort, Parent change son fusil d'épaule:
« Les plaintes des opprimés réveillent les remords au cœur des oppresseurs, et leur font monter la rougeur au front [...]. Nous voudrions éviter à l'Angleterre l'honneur peu enviable de voir son nom associé à celui de la Russie 'bourreau de la Pologne'. Voilà tout notre crime. Il est grand, nous l'avouons, aux yeux de tous ceux qui complotent l'anéantissement du peuple canadien [...] »
Malgré ses positions modérées, Étienne Parent est arrêté deux jours après la publication de cet article. Accusé de « menées séditieuses », il est enfermé à la prison de Québec jusqu'au 12 avril 1839. Pendant son emprisonnement, Parent continue de diriger Le Canadien et d'y publier des articles grâce à un ingénieux stratagème: « un jeune porteur-commissaire, Stanislas Drapeau, lui apportait à la prison une tarte truquée qui renfermait des coupures de journaux, des nouvelles, des communications; par le même moyen, Parent retournait des canevas d'articles, des épreuves corrigées ».

##### Ludger Duvernay etLa Minerve
En 1826, alors que la production du Canadien est interrompue depuis quelques mois pour des raisons financières, le jeune étudiant en droit Augustin-Norbert Morin fonde La Minerve à Montréal. L'année suivante, le journal est acheté par l’homme politique Ludger Duvernay pour la somme de sept livres et dix shillings. Installée au coin des rues Saint-Paul et Saint-Gabriel, au cœur du quartier des affaires de Montréal, et financée en partie par les ténors du mouvement patriote, La Minerve devient une publication extrêmement influente. Plusieurs dirigeants patriotes, dont Morin, Louis-Joseph Papineau et Denis-Benjamin Viger, y publient parfois des éditoriaux. Jusqu'à l'automne 1837, La Minerve défend même les éléments les plus radicaux du mouvement patriote et incite la population à la révolte:
« C'est dans un temps de crise extraordinaire que vous vous réunissez tous pour proclamer vos droits et pour dénoncer la tyrannie d'un gouvernement à jamais odieux pour tout bon patriote Canadien. Combien est noble l'exemple que vous nous donnez aujourd'hui! Combien vos compatriotes vous admirent! [...] nous sommes prêts à faire le sacrifice de tout ce que nous avons de plus cher au monde, pour arracher au vil esclavage le sol qui nous a vus naître »
Le 16 novembre 1837, au lendemain du violent affrontement qui oppose le Doric Club aux Fils de la Liberté, le gouverneur Gosford émet des mandats d'arrestation contre 26 Patriotes influents. Duvernay fait partie du lot. Toutefois, lorsque les huissiers se présentent aux bureaux de La Minerve, il a déjà pris la fuite vers les États-Unis. En son absence, Duvernay confie le journal au rédacteur en chef James Phelan et à l'imprimeur François Lemaître. Ces derniers ne produisent qu'un numéro avant de fermer boutique.
Après cinq ans d'exil, Duvernay revient au pays et relance son journal à la demande de son ami et ancien collègue patriote, Louis-Hippolyte La Fontaine. Autrefois radicale, La Minerve devient alors une publication réformiste modérée. Tout en critiquant certains aspects de l'Acte d'Union, Duvernay se prononce en faveur de la lutte de La Fontaine et de son associé Robert Baldwin pour l'obtention du gouvernement responsable. Il s'oppose toutefois au retour de Louis-Joseph Papineau en politique, le présentant comme un « grand agitateur ». Ludger Duvernay meurt en 1852; il lègue son journal à ses fils, Louis-Napoléon et Ludger-Denis Duvernay. Ces derniers transforment La Minerve en publication conservatrice. En 1867, le rédacteur en chef Joseph-Alfred Norbert Provencher, candidat pour le Parti libéral-conservateur, utilise même le journal pour défendre le projet de Confédération.
Bien qu'elle change de mains à quelques reprises, La Minerve continue de paraître régulièrement jusqu'en 1899.

##### Napoléon Aubin etLe Fantasque
L'écrivain, homme de science et musicien d'origine suisse Napoléon Aubin lance Le Fantasque au cours de l'année 1837. Le journal d'Aubin se distingue des autres journaux de l'époque en traitant des sujets politiques les plus délicats sur le ton de l'humour et de la satire. Dans la foulée des arrestations qui touchent les rédacteurs du Canadien et de la Minerve, les autorités coloniales n'hésitent pas à ordonner l'arrestation d'Aubin et de son imprimeur en janvier 1839.
Lorsqu'il sort de prison, Aubin continue la publication du Fantasque; vers 1840, le journal compte environ 1 200 abonnés. Comme les exemplaires circulent de main à main, toutefois, le journal est régulièrement lu par quelque 7 000 ou 8 000 lecteurs à travers le Bas-Canada.

### La presse d’opinion dans le Québec duXIXesiècle

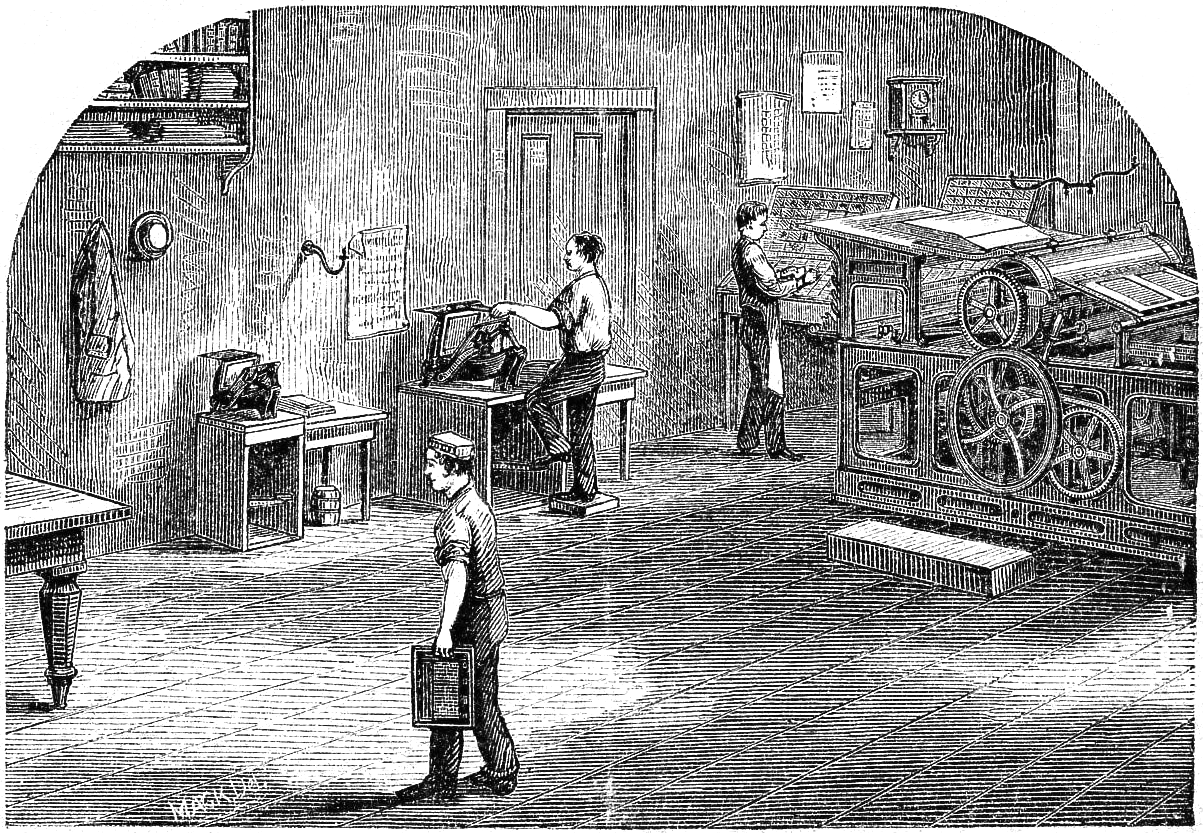
Presse rotative des années 1870

Entre 1840 et la Confédération canadienne de 1867, la presse québécoise prend de l'expansion. À la presse partisane des premières décennies du XIXe siècle se substitue une presse d'opinion en bonne et due forme. Cette presse reflète la complexification de la société bas-canadienne ainsi que la multiplication des groupes d'intérêt, qu'ils soient politiques, ethniques, économiques, culturels ou encore religieux. L'influence croissante du clergé catholique permet par ailleurs l'émergence d'une puissante presse clérico-conservatrice et antilibérale.

Dans sa définition de la presse d'opinion, l'historien Jean de Bonville insiste sur le caractère élitiste des journaux du XIXe siècle:
« La société du XIXe siècle est très différente de la société actuelle. C'est une société rurale et peu industrialisée, une société où les élites sont clairement identifiées et dont les opinions et les idéologies ont une prise importante sur la population. La presse ne constitue pas un médium de masse car cette population est peu scolarisée. C'est un moyen de communication aux mains d'une élite bourgeoise et lettrée et qui est destiné à la communication avec cette même élite».
Bien que les journaux demeurent l'apanage d'une certaine élite au milieu du XIXe siècle, leur lectorat croît lentement mais sûrement. Cette croissance s'explique partiellement par des considérations politiques et idéologiques, mais également, comme l'écrit Fernand Harvey, en raison de facteurs « démographiques, culturels, économiques et technologiques ». En l'espace de quelques décennies, en effet, la population de la seule ville de Québec passe de 28 000 à 63 000 habitants. Les modestes progrès de l'éducation publique et la prospérité économique de certains secteurs de la population contribuent de plus à augmenter le lectorat de la presse périodique. La technologie, enfin, permet d'accélérer la vitesse de la production tout en en diminuant considérablement les coûts. Aux presses manuelles d'autrefois se substituent ainsi graduellement, à partir de la décennie 1840, des presses rotatives mécanisées; et aux feuilles de papier à base de chiffon se substituent des rouleaux de papier à base de pulpe de bois.

#### Libéraux et conservateurs
À partir du milieu du XIXe siècle, deux grandes idéologies sociopolitiques s'affrontent au Québec: le libéralisme et l’ultramontanisme. Selon les tenants du libéralisme, la société se doit d'être fondée sur le respect des libertés individuelles, tant sur le plan économique que sur les plans politique et religieux. Les tenants de l’ultramontanisme croient plutôt que l’autorité du pape et de l’Église catholique doit prévaloir dans tous les aspects de la vie civile et politique. Autour de ces idéologies s’affrontent bientôt deux factions politiques : le Parti rouge, qui soutient le libéralisme sous toutes ses formes, et le Parti bleu, qui appuie plutôt un libéralisme élitiste et qui soutient l'Église dans sa lutte contre le libéralisme radical. Les deux camps ne tardent pas à se doter de feuilles d’opinion pour répandre et défendre leurs idées.
Parmi les publications libérales les plus significatives, on compte notamment L’Avenir (1847-1857) et Le Pays (1852-1871). Le premier, fondé par le journaliste et homme politique Jean-Baptiste-Éric Dorion, s’attire rapidement les foudres du clergé lorsqu'il prône l'annexion aux États-Unis ainsi que l’abolition de la dîme et du régime seigneurial. Au tournant des années 1850, le journal perd graduellement de son influence en raison des idées trop radicales de son fondateur. En 1852, des libéraux plus modérés lancent Le Pays afin de mieux refléter leurs idées. Ce journal se radicalise toutefois dès le début des années 1860 avec l’arrivée de l’essayiste et homme politique Louis-Antoine Dessaulles comme rédacteur en chef. Président de l’Institut canadien de Montréal, un lieu de débat fondé par de jeunes réformistes canadiens-français en 1844, Dessaulles utilise le journal pour propager ses idées sur la stricte séparation entre l’État et l’Église ainsi que son opposition au projet de la Confédération canadienne.
Du côté conservateur, La Minerve jouit d'une influence médiatique démesurée et est activement soutenue par le Parti bleu, qui s'accroche au pouvoir pendant toute la deuxième moitié du XIXe siècle.

#### Ignace Bourget et la contre-offensive de l’Église catholique

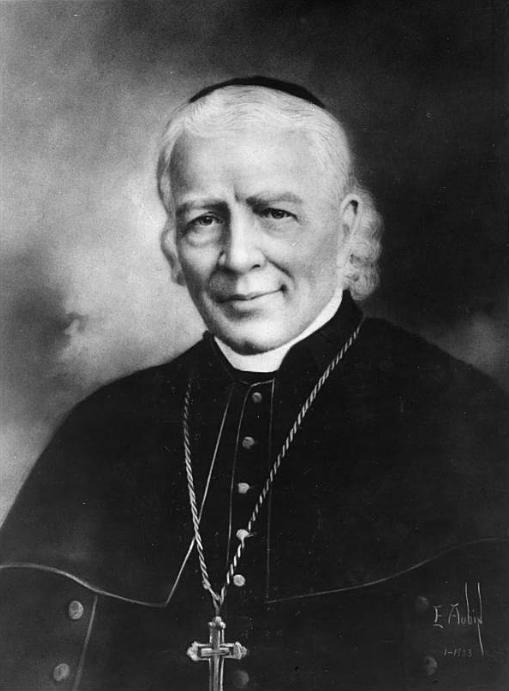
Ignace Bourget, évêque de Montréal (vers 1840)

Conscient de l’influence de la presse écrite sur l’opinion publique, l'évêque de Montréal Ignace Bourget favorise la mise en place d’une presse catholique dès le lendemain des rébellions des Patriotes. Les Mélanges religieux voient ainsi le jour en 1841. Cette publication périodique a pour mission de publier des informations et de l’actualité de nature religieuse et de contrer les idées libérales en faisant valoir les bienfaits de la doctrine ultramontaine. Un grave incendie détruit toutefois les locaux du journal en 1852 et met fin à ses activités.
En 1854, souhaitant combler le vide laissé par la disparition d'une presse catholique d'influence, des évêques québécois s'unissent pour fonder un nouveau journal catholique édité à Québec. Placé sous la direction des rédacteurs Joseph-Charles Taché et Hector-Louis Langevin, mais également alimenté par des contributeurs comme Stanislas Drapeau, Alfred Garneau, Ernest Gagnon et Narcisse-Eutrope Dionne, Le Courrier du Canada voit le jour en 1857. Il ne cesse d'être publié qu'en 1901. À ce moment-là, il appartient et est édité par l'historien, journaliste et homme politique Thomas Chapais. Depuis 1890, ce dernier édite également l'hebdomadaire Le Journal des campagnes, une des premières publications québécoises à couvrir des domaines d'intérêt pour les familles rurales.
Se déclarant d'abord neutre en matière de politique partisane, Le Courrier du Canada met de l'avant des idées de centre-droite. Partiellement financé par l'archidiocèse de Québec, il défend surtout l'Église ainsi que les « grands intérêts de la nationalité canadienne ». Avec le temps, toutefois, le journal développe une relation étroite avec les partis conservateurs, qu'il s'agisse du Parti bleu du Canada-Est ou encore du Parti libéral-conservateur du Canada. Dès 1857-1858, Taché souligne les nombreux avantages d'une éventuelle confédération canadienne. Le Courrier du Canada continue d'appuyer le projet de l'union des colonies de l'Amérique du Nord britannique après la Conférence de Québec de 1864: « Pour les provinces maritimes comme pour les Canadas », peut-on lire dans l'édition du 29 mars 1865, « l'union fédérale est la seule planche de salut possible ».

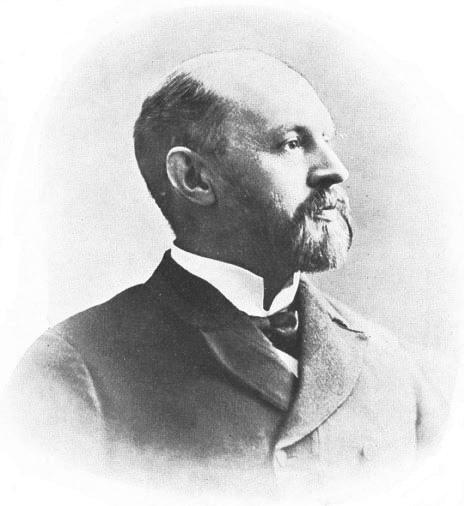
Le journaliste et romancier ultramontain Jules-Paul Tardivel

En plus de cet engagement direct du clergé dans le monde de la presse périodique, d’autres publications catholiques voient le jour à la suite d’initiatives personnelles. Ainsi, les journalistes et avocats montréalais Joseph Royal et Cyrille Boucher fondent en 1858 L’Ordre, union catholique. Fonctionnant avant tout comme organe de presse officiel de l’Union catholique, une association religieuse mise sur pied quatre ans plus tôt pour contrer l’influence des thèses libérales de l’Institut canadien de Montréal et du Parti rouge, L'Ordre se donne pour mission première de défendre l'ordre établi. « Le désordre ayant ailleurs tout envahi par le moyen de la presse, mots, idées, faits, histoire, doctrines, politique, littérature, philosophie, et le fléau nous menaçant de ses ravages », écrivent les éditeurs dans le premier numéro, « c'est par la presse qu'il faut conserver l'ordre ».
L'Ordre est rapidement vendu au fondateur du Pays, Jacques-Alexis Plinguet, qui imprime aussi les Mélanges religieux. Libéral modéré, Plinguet s’engage néanmoins à rester fidèle à la foi et au clergé catholique.
En 1881, l’ultramontain radical Jules-Paul Tardivel fonde La Vérité. Tardivel, écrit Sébastien Couvrette, « se sert de son journal comme d’une véritable presse de combat, où il critique [...] tous les partis et les hommes politiques ». À l’occasion, Tardivel fustige même le clergé qui, selon lui, ne suit pas suffisamment les enseignements du pape. La Vérité survit jusqu’en 1923.

## Développement d’une presse populaire
Entre 1860 et 1900, au moins 600 journaux voient le jour sur le territoire québécois. Ces journaux s'adressent à un lectorat de plus en plus nombreux (la population québécoise dépasse le million d'habitants vers 1870 et atteint les deux millions vers 1910), mais aussi de plus en plus diversifié. L'avènement du capitalisme industriel et l'émergence d'une classe ouvrière urbaine lettrée dans la deuxième moitié du XIXe siècle favorisent l'essor d'une presse « populaire » en marge de la presse d'opinion héritée des décennies précédentes. Aux grands journaux de Québec et de Montréal s'ajoutent ainsi une presse illustrée, une presse régionale, et de grands quotidiens d'information qui donnent parfois dans le sensationnalisme.
L'essor et la diversification de la presse écrite québécoise est facilitée par certaines innovations techniques et technologiques, à commencer par la télégraphie.

### Innovations techniques et technologiques

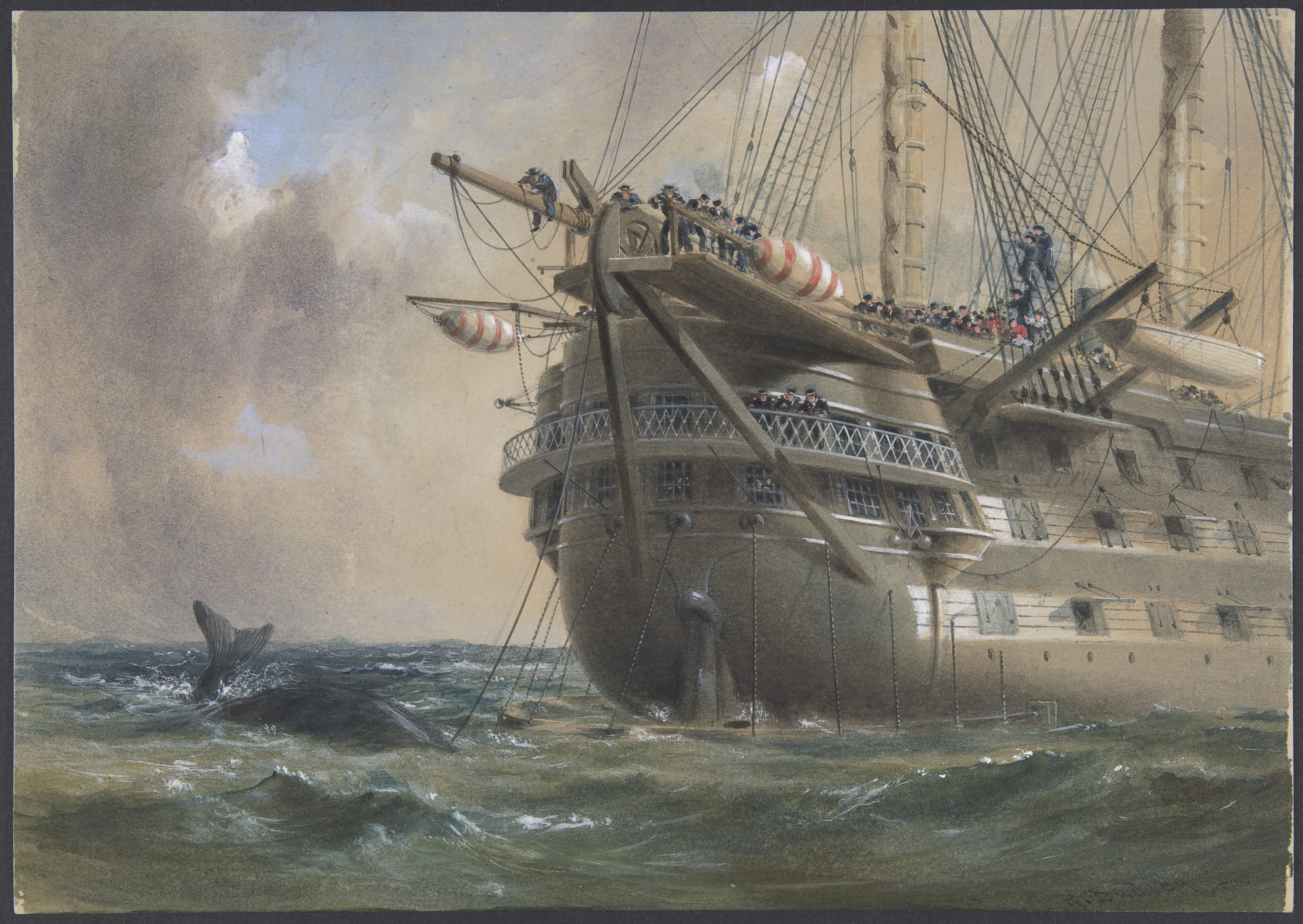
Installation d'une premier câble sous-marin transatlantique en 1858

L'invention du télégraphe, puis l'installation du premier câble télégraphique transatlantique reliant l'Irlande à Terre-Neuve permettent la diffusion rapide d'informations locales, nationales et même internationales à partir des années 1850 et 1860.
Inventé en France à la fin du XVIIIe siècle et popularisé grâce au code conçu par l'Américain Samuel Morse au cours des décennies 1830 et 1840, le télégraphe permet la transmission presque instantanée de messages sur de longues distances. Encodés en alphabet morse, les messages transmis au moyen d'un courant électrique sont ensuite interprétés et transcrits par un opérateur qualifié avant d'être acheminés à leurs destinataires.
Dès les années 1850, les télégrammes permettent l'échange de vœux et de nouvelles au sein des classes aisées et dans le milieu des affaires. Bien que la télégraphie soit alors plutôt coûteuse, les éditeurs de journaux réalisent rapidement son potentiel commercial. L'électrification des communications transforme ainsi le monde la presse écrite en introduisant pour la première fois la notion de communication « instantanée », mais aussi en plaçant l'information plutôt que l'opinion au cœur du modèle journalistique.
Si les innovations technologiques de la deuxième moitié du XIXe siècle s'accompagnent d'un essor sans précédent de la presse écrite, elles ont également pour effet d'augmenter les frais de production des journaux. Ces derniers, qui évoluent dans un écosystème médiatique de plus en plus compétitif, parviennent néanmoins à amortir leurs frais de production en adoptant des presses rotatives de plus en plus rapides et efficaces.

### Presse illustrée
L'inventeur, éditeur et photograveur George-Édouard Desbarats, un pionnier dans le domaine de l'illustration imprimée, fonde le Canadian Illustrated News en 1869. L'année suivante, aux côtés de Joseph-Adolphe Mousseau et de Laurent-Olivier David, il crée le pendant francophone du Canadian Illustrated News: L'Opinion publique. Dans le contexte particulier qui suit la création de la Confédération canadienne, ces journaux au contenu très similaire ont pour principal objectif de mousser le nationalisme canadien tant chez le lectorat anglophone que chez le lectorat francophone.
Selon Sébastien Couvrette, les journaux de Desbarats sont à l'origine « d'innovations technologiques et journalistiques qui auront un impact déterminant sur la façon de faire de la presse écrite au Québec de la fin du XIXe siècle à nos jours ». Dès 1865, grâce à sa collaboration avec le photographe et graveur William Leggo, Desbarats fait breveter un procédé d'impression photomécanique des dessins et des gravures. Quelques années plus tard, Leggo met sur pied un procédé unique au monde permettant de reproduire des photographies à l'aide d'une presse typographique.
Grâce au flair de Desbarats et au savoir-faire de Leggo, les journaux illustrés gagnent rapidement en popularité au Québec au tournant des années 1870. Comme ces publications ciblent spécifiquement un lectorat urbain alphabétisé mais peu instruit, elles anticipent la presse d'information populaire des décennies suivantes.

### Le grand quotidien d'information
La deuxième moitié du XIXe siècle voit l'émergence, en Europe comme en Amérique du Nord, de grands quotidiens d'information voués à rejoindre les masses. Souvent édités par des hommes d'affaires et financés grâce à une abondante publicité, ces quotidiens deviennent, à l'ère du grand capitalisme industriel, de véritables entreprises commerciales. Dans les mains de magnats tels que Joseph Pulitzer, William Randolph Hearst et William Thomas Stead, certains journaux n'hésitent pas à verser dans le sensationnalisme pour accroître leur lectorat. La presse dite « jaune » (yellow journalism) fait ainsi régulièrement recours aux grands titres scabreux, aux photographies choquantes et aux coups de publicité.
Le Québec, grandement influencé par les États-Unis, n'échappe pas au mouvement généralisé de commercialisation de la presse écrite.

#### Honoré Beaugrand etLa Patrie

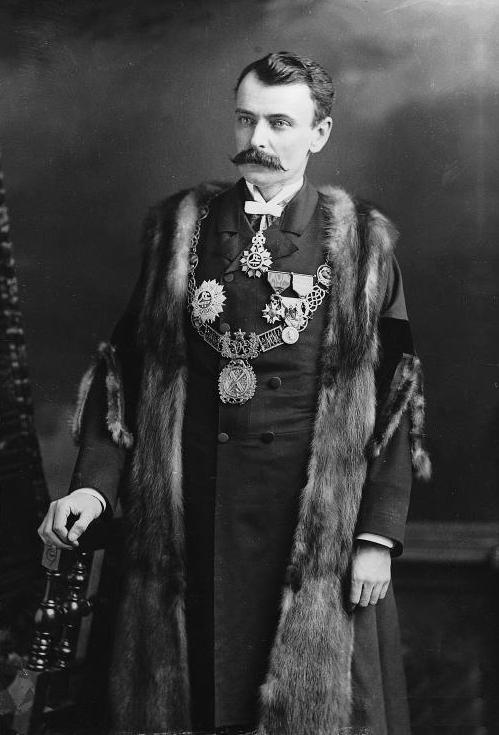
Honoré Beaugrand, fondateur de La Patrie

Né au sein d'une famille canadienne-française francophile et politisée, Honoré Beaugrand travaille d'abord comme matelot sur le Saint-Laurent avant de s'enrôler comme soldat dans les forces françaises qui soutiennent Maximilien, l'empereur du Mexique. Il passe ensuite quelques mois en France avant de regagner l'Amérique du Nord. Il séjourne pour un temps à New York puis à la Nouvelle-Orléans, où il apprend vraisemblablement les rudiments du métier de journaliste dans les bureaux des journaux francophones L'Abeille et La Renaissance. Après quelques années de pérégrination, Beaugrand s'établit à Fall River, au Massachusetts, qui compte à l'époque quelque 5 700 habitants Canadiens-français, soit 14% de la population totale. À l'été 1873, Beaugrand lance L'Écho du Canada, « une feuille hebdomadaire » visant à représenter les intérêts de « [ses] compatriotes émigrés » et à « disséminer parmi eux les connaissances aujourd'hui nécessaires à la réussite de toute entreprise ». En 1875, Beaugrand vend L'Écho du Canada et regagne le Québec pour quelques mois. Il participe alors à la rédaction du Courrier de Montréal, édition hebdomadaire du Bien Public, organe du Parti national dirigé par Laurent-Olivier David et Cléophas Beausoleil.
De retour aux États-Unis, Beaugrand fonde La République. Cet hebdomadaire tiré à 1 000 exemplaires permet à Beaugrand de préciser ses opinions politiques et religieuses. Il y déclare ainsi être un « libéral très avancé » et un « admirateur enthousiaste des principes de la Révolution française et partisan de la déclaration des droits de l'homme ». Malgré les grandes ambitions de Beaugrand, le journal connaît un succès mitigé et ferme ses portes en 1878.
Beaugrand revient définitivement au Canada au printemps 1878. Il occupe pour un temps un poste de clerc surnuméraire au Parlement fédéral, puis il se consacre au journalisme. Il rédige d'abord dans le Fédéral, à Ottawa, puis il joint l'équipe du National, journal des libéraux de Montréal qui a succédé au Pays quelques années plus tôt. À l'octobre 1878, il lance également le journal humoristique Le Farceur, agrémenté des caricatures de l'artiste Henri Julien.
Lorsque Le National se voit obligé de cesser ses activités à la suite de l'élection de septembre 1878, qui porte les Conservateurs au pouvoir, Beaugrand s'empresse de lancer un nouveau journal d'allégeance libérale. Il vend Le Farceur et s'installe dans le Vieux-Montréal, où il inaugure La Patrie le 24 février 1879.

Convaincu de la viabilité du modèle de la presse commerciale qu'il a connu aux États-Unis, Beaugrand entend dès les débuts de La Patrie s'affranchir pleinement du gouvernement, des partis politiques et des richissimes mécènes:
« Je m'efforçai, dès le commencement, d'échapper aux désagréments de cette mendicité chronique, qui était devenue proverbiale chez les éditeurs de journaux. J'administrai La Patrie en homme d'affaires, bien décidé à abandonner l'entreprise si je ne pouvais pas la faire réussir sans être continuellement à tendre la main comme un chercheur de places ou un politiqueur décavé »
C'est ainsi que Beaugrand jette son dévolu sur la publicité. Il réussit en quelques années seulement à faire de son journal une brillante entreprise commerciale. « C'est une révolution », écrit Jean-Philippe Warren, « que La Patrie est parmi les premières à saisir et à incorporer à ses pratiques ». Ainsi, vers 1885, environ 39% du contenu de La Patrie était voué à la publicité (33% pour les annonces commerciales et 6% pour les annonces classées).
Bien que Beaugrand soit ouvertement d'allégeance libérale, il conçoit les journaux moins comme des instruments de propagande que comme des outils d'éducation populaire devant encourager « la diffusion de l'instruction parmi les masses ». Tout en conservant une ligne éditoriale et en publiant des articles d'opinion, Beaugrand s'efforce de rendre La Patrie « utile et agréable ». En plus de couvrir les actualités nationales et internationales, il fait ainsi place aux feuilletons, aux suppléments musicaux, à la poésie et même à un courrier de la mode.

#### LeMontreal StaretLa Presse

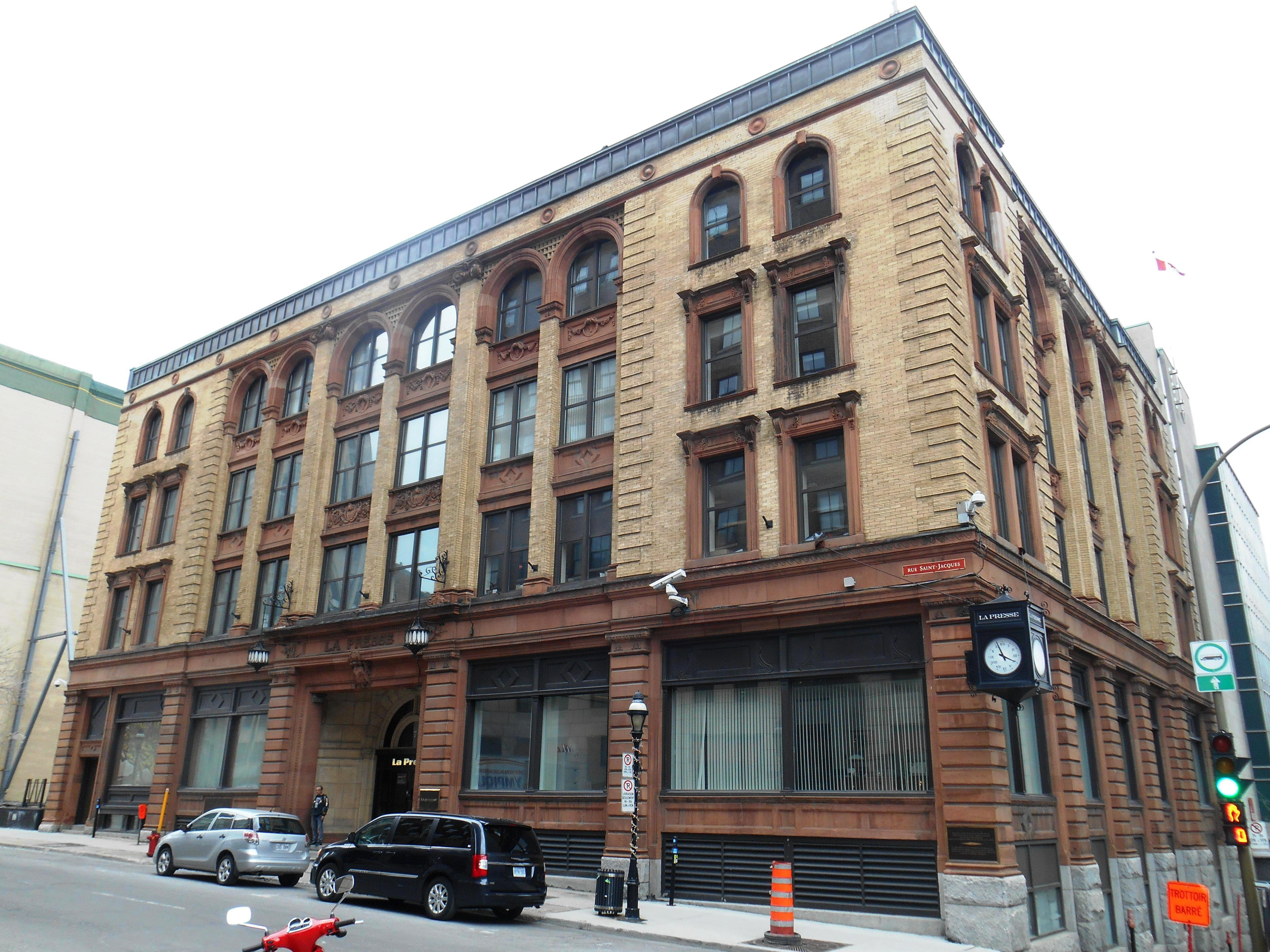
Édifice La Presse à Montréal

Outre La Patrie d'Honoré Beaugrand, les grands quotidiens d'information qui voient le jour à la fin du XIXe siècle incluent le Montreal Star (1869) et La Presse (1884). À l'instar de La Patrie, ces journaux se financent largement grâce aux revenus publicitaires. Ils accordent aussi beaucoup d'espace aux feuilletons, chroniques et billets populaires. Ils se distinguent par leur tendance à verser dans le sensationnalisme à coups de grands titres, de caricatures et de stunts.
La Presse, fondée en 1884 puis relancée par le typographe Trefflé Berthiaume en novembre 1889, s'impose ainsi rapidement comme quotidien le plus populaire au Québec. Au début, 65 000 exemplaires sont vendus à la classe ouvrière sur une base quotidienne. Le journal prend d'ailleurs parfois position en faveur des moins nantis : à l'hiver 1902, il réclame ainsi la baisse du prix du charbon. Puis, en 1903, il appuie la grève des débardeurs du port de Montréal (alors que The Gazette prend plutôt le parti des patrons).

### Presse régionale
Les dernières décennies du XIXe siècle voient l'apparition d'une presse régionale qui adopte le modèle commercial des grands quotidiens d'information. Souvent d'allégeance conservatrice, cette presse se veut néanmoins indépendante des partis politiques. Elle est très active dans la colonisation de l'arrière-pays et dans la promotion de la religion catholique. Les publications de ce genre incluent Le Sorelois (1879-1943), qui couvre la Montérégie et du Centre-du-Québec, Le Progrès de l’Est (1883-1924), distribué dans les Cantons-de-l’Est, Le Progrès du Saguenay (1887-), L’Écho des Bois-Francs (1894-1917) et L’Étoile du Nord (1884-1965) de Joliette.
L’Écho de Charlevoix (1898-1908), publié à Baie-Saint-Paul, est la seule exception notable à cette presse à tendance conservatrice. Tout en affirmant son allégeance « démocrate catholique », L'Écho appuie le Parti libéral.

### Presse féminine et féministe

#### Journalisme féminin dans le monde
Dès les XVIIe et XVIIIe siècles, en Europe comme aux États-Unis, de nombreuses femmes s'impliquent activement dans la production des journaux et des périodiques, que ce soit comme assistantes de leurs maris ou encore comme propriétaires ou comme éditrices. Alors que le métier de journaliste est encore peu défini et peu encadré, certaines femmes privilégiées prennent même la plume.
En France, Anne-Marguerite Petit du Noyer (1663-1719) atteint une certaine renommée grâce à ses articles sur les négociations du Traité d'Utrecht. Entre 1759 et 1778, Madame de Beaumer, Catherine Michelle de Maisonneuve et Marie-Émilie Maryon de Montanclos se succèdent comme éditrices du Journal des Dames, une des premières publications spécifiquement conçues pour et par des femmes en Europe. Pendant la Révolution française, des éditrices comme Marguerite Pagès-Marinier, Barbe-Thérèse Marchand, Louise-Félicité de Kéralio et Anne Félicité Colombe se servent des journaux pour s'immiscer dans les débats publics.
Bien qu'elle demeure toujours relativement mineure, la participation des femmes à la presse écrite croît constamment au cours du XIXe siècle. Dans la foulée des mouvements de réforme qui se succèdent à partir des décennies 1840 et 1850, surtout, de plus en plus de femmes se tournent vers la presse écrite pour ajouter leurs voix au débat public. Plusieurs, comme George Sand, adoptent un nom de plume masculin pour déguiser leur identité. Bien qu'elles s'exposent à un discours ambiant peu favorable à leur incursion dans l'espace public, de nombreuses femmes parviennent ainsi à faire carrière dans le milieu du journalisme. Elles bénéficient à cet égard de la commercialisation de la presse écrite, et surtout du flair de certains éditeurs qui réalisent que les femmes constituent un énorme lectorat à conquérir. En Grande-Bretagne, l'écrivaine Eliza Lynn Linton crée un important précédent lorsqu'elle est employée à temps plein par le Morning Chronicle à partir de 1848. Elle est bientôt suivie par sa compatriote George Eliot, qui devient assistante éditrice de The Westminster Review en 1851. Outre Atlantique, l'Américaine Margaret Fuller commence modestement sa carrière journalistique à la barre du journal transcendentaliste The Dial en 1840; quatre ans plus tard, elle joint l'équipe régulière du New-York Tribune, édité par l'influent Horace Greeley.
Si la majorité des journalistes féminines sont toujours confinées aux affaires mondaines ou encore aux « pages féminines » des journaux généralistes, certaines parviennent à repousser les limites imposées à leur genre. Il en est ainsi de Jane Grey Swisshelm, qui réussit à se faire admettre à la galerie de presse du Congrès américain et de Nellie Bly, qui mène des reportages d'enquête pour le compte du New York World de Joseph Pulitzer. À l'aube du XXe siècle, grâce à sa couverture inspirée des matchs de baseball, Ina Eloise Young devient la première journaliste sportive de l'histoire des États-Unis.
Certaines journalistes utilisent la presse écrite pour promouvoir des causes, à commencer par celle des femmes. Dès 1868, par exemple, les militantes américaines Susan B. Anthony et Elizabeth Cady Stanton publient The Revolution, un journal voué à l'obtention du suffrage féminin. Leur compatriote Josephine St. Pierre Ruffin leur emboîte le pas avec The Woman's Era, premier journal créé par et pour les femmes afro-américaines. La Française Marguerite Durand, dite Séverine, va un peu plus loin avec La Fronde. Fondé à la suite de l'affaire Dreyfus, ce quotidien mené par une équipe entièrement féminine annonce d'entrée de jeu « réclam[er] l'égalité des droits, le développement sans entraves des facultés de la femme, la responsabilité consciente de ses actes, une place de créature libre dans la société ».

#### Journalisme féminin au Canada et au Québec
Le journalisme féminin s'installe plus rapidement au Canada anglais qu'au Québec. Dès 1840, la Torontoise Sophia Dalton publie The Patriot à Toronto; elle est suivie par la néo-écossaise Mary Herbert, qui assume la direction du Mayflower, or Ladies' Acadien Newspaper à partir de 1851. En 1853, la journaliste afro-américaine Mary Ann Shadd Cary établit le Provincial Freeman à Windsor, en Ontario, pour défendre les intérêts de la communauté noire et pour promouvoir l'abolition de l'esclavage au sud de la frontière.
Au Québec, écrivent Aurélien Boivin et Kenneth Landry, les femmes mettent du temps à gagner leurs lettres de noblesse tant en littérature qu'en journalisme. Il faut en effet attendre les années 1880 pour qu'émerge une première romancière en la personne de Laure Conan, et les années 1890 pour qu'une première cohorte de femmes journalistes investissent la presse écrite. Liliane Rizzuto explique que les premières journalistes profitent à cet égard de l'écosystème médiatique particulier de la fin du XIXe siècle. Alors que les journaux d'information populaire s'imposent de plus en plus face à la presse d'opinion, « un nouvel espace des possibles émerge également pour les femmes ». De simples lectrices, ces dernières deviennent « collaboratrices, puis rédactrices de leurs propres pages féminines et enfin, directrices de leurs propres revues ».
Au cours des décennies 1890 à 1920, des femmes comme Robertine Barry, dite « Françoise », Joséphine Marchand, dite « Josephte », Anne-Marie Huguenin, dite « Madeleine », et Henriette Dessaules, dite « Fadette » publient des dizaines d'articles et de chroniques dans la presse généraliste. La majorité de ces articles portent sur des thèmes dits « féminins », tels que les affaires mondaines et la tenue de maison. Dans certains cas, toutefois, les journalistes osent s'aventurer à l'extérieur de la sphère qui leur est réservée. Elles se prononcent alors ouvertement sur la condition des mères non-mariées, sur l'éducation des jeunes filles ou même sur le suffrage féminin.
Certaines de ces femmes, à l'instar de leurs consœurs du Canada anglais, des-Unis et d'Europe, investissent graduellement le champ de l'édition. Dès 1892, la femme de lettres Joséphine Marchand fonde Le Coin du feu, premier magazine féminin canadien-français publié au Québec. Elle se donne comme objectif principal d'élever le niveau intellectuel des femmes du Canada français en facilitant l'accès de ces dernières à la littérature et à la culture. Pour éviter de s'attirer trop de critiques, elle publie également des recettes, des techniques d'entretien ménager et des conseils de mode. À l'instar de la très grande majorité des publications de la fin du XIXe siècle, Le Coin du feu n'adopte pas une posture féministe; il entend plutôt permettre aux femmes au foyer d'étendre leurs horizons à l'intérieur des conventions sociales de l'époque. Malgré tout, la revue se fait parfois critiquer en raison de ses intentions « subversives ».

#### La première journaliste du Canada français: Robertine Barry, dite «Françoise»

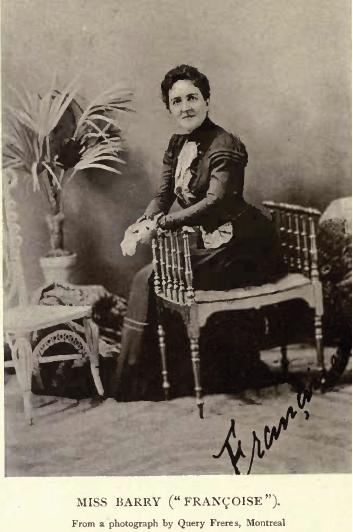
Robertine Barry, dite « Françoise », est une importante pionnière du journalisme féminin au Québec

Robertine Barry, dite « Françoise », est largement considérée comme la première femme journaliste du Canada français.
Née à l'Isle-Verte à l'hiver 1863, elle est la fille d'un commerçant irlandais et d'une Canadienne-française issue d'un milieu prospère. Dès son jeune âge, Robertine manifeste beaucoup d'intérêt pour la littérature et pour l'histoire. Jouissant d'un accès privilégié à la bibliothèque bien garnie de ses parents, elle s'initie rapidement aux écrits de Victor Hugo, Alfred de Musset et Alphonse de Lamartine, mais aussi d'écrivaines majeures comme les sœurs Brontë.
Après avoir fréquenté l'école élémentaire des Escoumins et le Couvent Jésus-Marie de Trois-Pistoles, Robertine Barry intègre le Couvent des Ursulines de Québec. Selon l'historienne Sophie Doucet, cette institution offre « l'instruction la plus poussée à laquelle p[eut] aspirer une jeune fille de son époque ». En plus d'y étudier la couture, la broderie et la musique, des matières visant à la préparer à sa vocation d' « épouse bourgeoise », elle y apprend les rudiments des mathématiques, des sciences naturelles et du français.
Plutôt que de se destiner au mariage, Robertine décide d'essayer de vivre de sa plume. Ainsi, en 1891, elle se présente au bureau d'Honoré Beaugrand pour lui offrir ses services de journaliste. Ce dernier publie un premier article signé « Françoise » en première page de l'édition du 30 avril 1891 de La Patrie. Dans ce premier texte, publié quelques années seulement après l'entrée des premières femmes à l'Université McGill (les « Donaldas »), Robertine Barry défend audacieusement le droits des jeunes filles canadiennes-françaises à l'instruction supérieure.
Comme les articles qu'elle publie ponctuellement dans La Patrie au printemps et à l'été 1891 remportent un succès certain auprès du lectorat, Barry se voit offrir une chronique hebdomadaire à partir du mois de septembre. Grâce à ses « Chroniques du lundi », Robertine Barry devient la première femme canadienne à vivre de son journalisme et à collaborer de manière régulière à la rédaction d'un journal d'importance. Toujours dans La Patrie, Robertine Barry participe de plus à la création d'une page féminine intitulée « Le Coin de Fanchette », où elle anime notamment une rubrique « Réponses aux lecteurs » qui anticipe les courriers du cœur du XXe siècle. En plus de traiter de sujets typiquement associés aux plumes féminines, Robertine Barry n'hésite pas à se servir du forum qui lui est offert pour aborder des enjeux de société comme le travail, la religion, la littérature et les arts. Résolument féministe, à l'instar de ses consœurs Éva Circé-Côté, Marie Lacoste Gérin-Lajoie et Joséphine Marchand, « Françoise » utilise souvent sa situation privilégiée pour dénoncer ouvertement les inégalités homme-femme et pour revendiquer de meilleures conditions pour les femmes.
En 1900, Robertine Barry et sa compatriote Joséphine Marchand sont nommées représentantes officielles du Canada à l'Exposition universelle de Paris. Pendant son séjour en France, Robertine Barry se lie d'amitié avec plusieurs femmes de lettres qu'elle croise dans les salons littéraires parisiens. Elle profite également de son séjour européen pour publier une série de lettres intitulées « Lettres de Françoise » dans La Patrie. Ces lettres constituent ses dernières contributions au journal.

Forte de son expérience et financièrement autonome, Robertine Barry quitte le journal de Beaugrand pour fonder la revue bimensuelle le Journal de Françoise. Dans cette publication qu'elle dirige, rédige, gère et finance de main de maître, Robertine Barry publie des textes littéraires d'écrivains et d'écrivaines de grand talent tels que Laure Conan, Louis Fréchette, Edmond de Nevers et Émile Nelligan. Dans ses propres articles, elle met de l'avant des idées résolument féministes et progressistes. L'historienne Louise Beaudouin souligne d'ailleurs que cette posture la met parfois en conflit avec l'Église, et notamment avec l'archevêque conservateur de Montréal, Paul Bruchési:
«Françoise milite en faveur de l’émancipation des femmes et de leur droit à prendre une place à part entière dans la société. Cette posture légitime l’autorité qu’elle s’accorde pour se prononcer sur les débats qui ont cours et tenter d’influencer l’opinion de ses contemporains. Elle affirme le droit à la liberté de pensée et d’expression et appuie toutes les initiatives qui la favorisent. Ses prises de position la mettent souvent en situation de conflit avec les autorités religieuses, en particulier avec l’archevêque de Montréal, Mgr Paul Bruchési. »
En plus de ses activités d'éditrice et de journaliste, Robertine Barry s'adonne à l'occasion à la critique littéraire et à la dramaturgie. Elle contribue également à la fondation d'organisations d'importance pour les femmes du Québec et du Canada. En 1907, aux côtés de Marie Lacoste Gérin-Lajoie, elle fait partie du comité de fondation de la première association féministe canadienne-française, la Fédération nationale de la Société Saint-Jean-Baptiste (FNSJB). À la même époque, elle préside le Canadian Women's Press Club (CWPC), qu'elle avait contribué à fonder en 1904.

## La presse écrite québécoise auXXesiècle
Les premières décennies du XXe siècle sont une période de transition pour la presse québécoise. La presse commerciale a toujours le vent dans les voiles. Elle est portée à la fois par les progrès de l'alphabétisation et de l'instruction publique et par l'avènement, vers 1900, de la télégraphie sans fil. Cette dernière rend la « nouvelle » encore plus immédiate qu'au siècle précédent et anticipe l'arrivée imminente de la radio. Un nouveau venu prend toutefois sa place dans l'écosystème médiatique québécois: Le Devoir, fondé en 1910 par l'homme politique Henri Bourassa, se distingue par son indépendance absolue tant des milieux politiques que des milieux commerciaux.
Le succès de la presse populaire se manifeste aussi par l'expansion de la presse régionale et par l'émergence de nouveaux modèles journalistiques destinés à un public avide de sensations fortes, à commencer par le format tabloïd.
Sur fond de grands bouleversements politiques et sociaux, l'avènement de la télévision annonce une transformation en profondeur de l'écosystème médiatique québécois à partir des années 1950.
Bien qu'une presse divergente existe depuis plusieurs décennies déjà, les années 1950 constituent un point tournant dans l'histoire de la presse québécoise. Après s'être ouvertement opposés au conservatisme du régime de Maurice Duplessis, plusieurs jeunes journalistes investissent avec enthousiasme les médias des années 1960. Alors que les institutions politiques, sociales, économiques et culturelles du Québec se modernisent, le journalisme se professionnalise. De nouveaux acteurs se saisissent également de la presse pour faire valoir leurs points de vue et pour promouvoir leurs buts respectifs.
À partir de la fin des années 1960, le journalisme traverse une période de désenchantement. Les conflits de travail répétés et la concentration croissante des médias soulèvent d'importantes questions quant au rôle de la presse dans l'espace public québécois.

### Henri Bourassa etLe Devoir

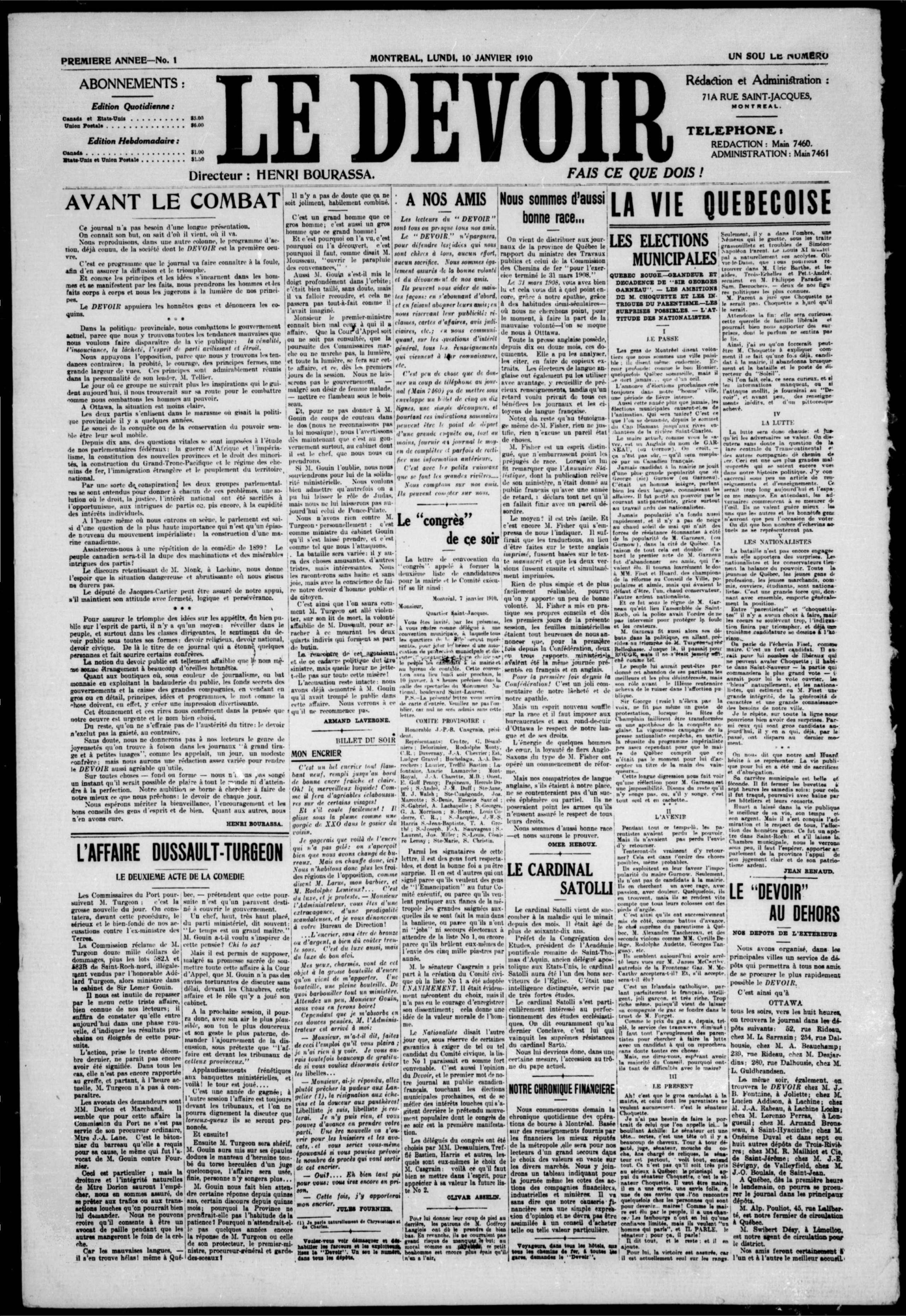
Première édition du journal Le Devoir, le 10 janvier 1910

Le Devoir est fondé le 10 janvier 1910 par l'intellectuel et homme politique d'allégeance libérale et nationaliste Henri Bourassa. Depuis quelques années déjà, ce dernier souhaite diriger un quotidien d'information influent et à son image: indépendant, nationaliste et catholique. Il aura fallu deux ans de collecte de fonds pour que son projet se réalise.
Dans le prospectus qui paraît dans premier numéro du Devoir, Bourassa explique que le choix du titre du quotidien reflète sa volonté de « réveiller dans le peuple, et surtout dans les classes dirigeantes, le sentiment du devoir public sous toutes ses formes: devoirs religieux, devoir national, devoir civique ».
À plusieurs égards, Le Devoir représente un cas unique dans l'espace médiatique québécois. « Journal d’idées bénéficiant d’une grande estime sociale, comme en témoigne sa longévité, le tirage du Devoir demeurera pourtant très modeste comparé aux autres grands quotidiens qui ont comme objectif principal de 'vendre de la copie' », souligne Sébastien Couvrette.
Alors que ses concurrents fonctionnent comme des entreprises en bonne et due forme, Le Devoir, jaloux tant de son indépendance politique et éditoriale que de son indépendance face aux intérêts commerciaux, contient beaucoup moins de publicité que les autres grands quotidiens de l'époque. Dès ses débuts, le quotidien est plutôt financé par les donations volontaires des Amis du Devoir. Afin d'assurer l'indépendance politique de son journal, Bourassa met également au point une formule de société par actions gérée en fiducie. Dans cette société, la personne nommée à la direction du journal possède la majorité des actions pour la durée de son mandat; la balance est détenue par le reste du personnel de la publication.
Au fil des décennies, Le Devoir n'hésite pas à prendre position dans les grands débats de société. Lorsqu'il devient rédacteur en chef, en 1946, Gérard Filion critique le gouvernement Duplessis, réclame des réformes et contribue même au déclenchement de l'enquête Salvas sur la corruption au sein du gouvernement. De plus, il soutient l'élection de Jean Drapeau à la mairie de Montréal parce que ce dernier promet de lutter activement contre le crime organisé.
En 1967, le tirage du Devoir atteint les 30 000 exemplaires. Son lectorat est particulièrement concentré dans les milieux politiques et universitaires, ainsi que dans le monde des affaires.
Dans les années 1990, la journaliste Lise Bissonnette assume la direction du Devoir. Elle devient la première femme à diriger un quotidien québécois.

### L'expansion de la presse régionale
Au cours des années 1910 et 1920, de nouveaux titres voient le jour dans différentes régions du Québec. Alors que la presse régionale du siècle précédent se voulait apolitique, la presse régionale du XXe siècle prend plus volontiers position dans les débats partisans.
Ainsi, en 1912, le journaliste et politicien farouchement libéral Télesphore-Damien Bouchard transforme son journal L’Union en une nouvelle publication intitulée Le Clairon de Saint-Hyacinthe. Ce dernier est destiné à défendre les intérêts de la région et pourfend les conservateurs, le clergé et les nationalistes.

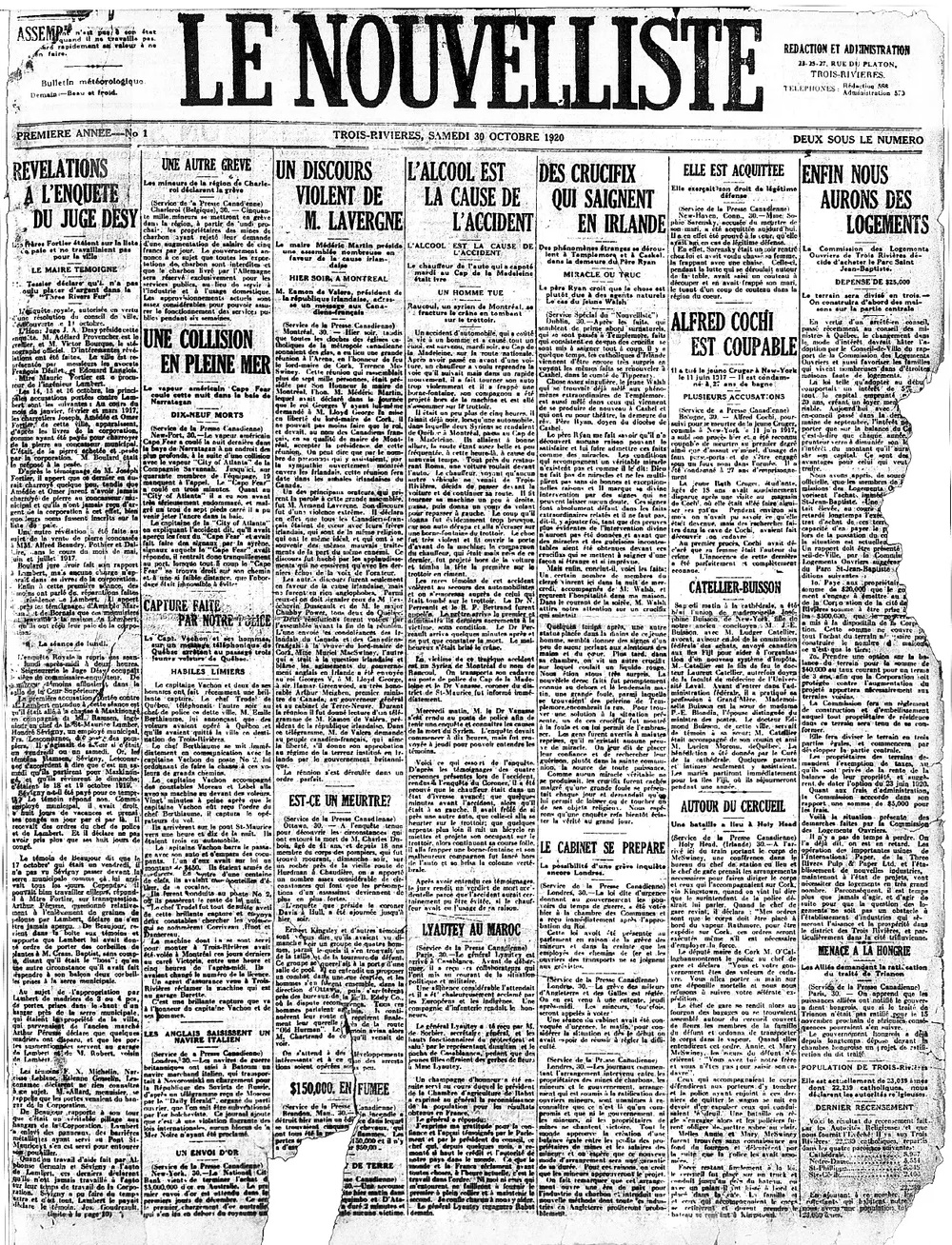
Première édition du journal Le Nouvelliste de Trois-Rivières

En 1920, le marchand Joseph-Herman Fortier fonde Le Nouvelliste de Trois-Rivières. D’esprit clérico-nationaliste mais d’allégeance libérale, le journal de Fortier mise sur les nouvelles locales et régionales afin de concurrencer les grands quotidiens de Montréal et Québec. Ses pages sont même tapissées de publicités de commerçants locaux. Le Nouvelliste s’impose bientôt comme un organe de presse majeur de la Mauricie.
D’autres hebdomadaires voient également le jour dans des régions récemment colonisées telles que l’Abitibi, où se succèdent L'Abitibi et La Gazette du Nord dans les années 1920. D'allégeance libérale et d'esprit catholique et nationaliste, La Gazette du Nord demeure longtemps l'unique journal francophone de la région. Il se donne pour mission principale d'unifier les communautés francophones et agricoles du nord-ouest du Québec et du nord-est de l’Ontario. Il prend le nom de L'Écho Abitibien en 1952.

### L’essor des tabloïds

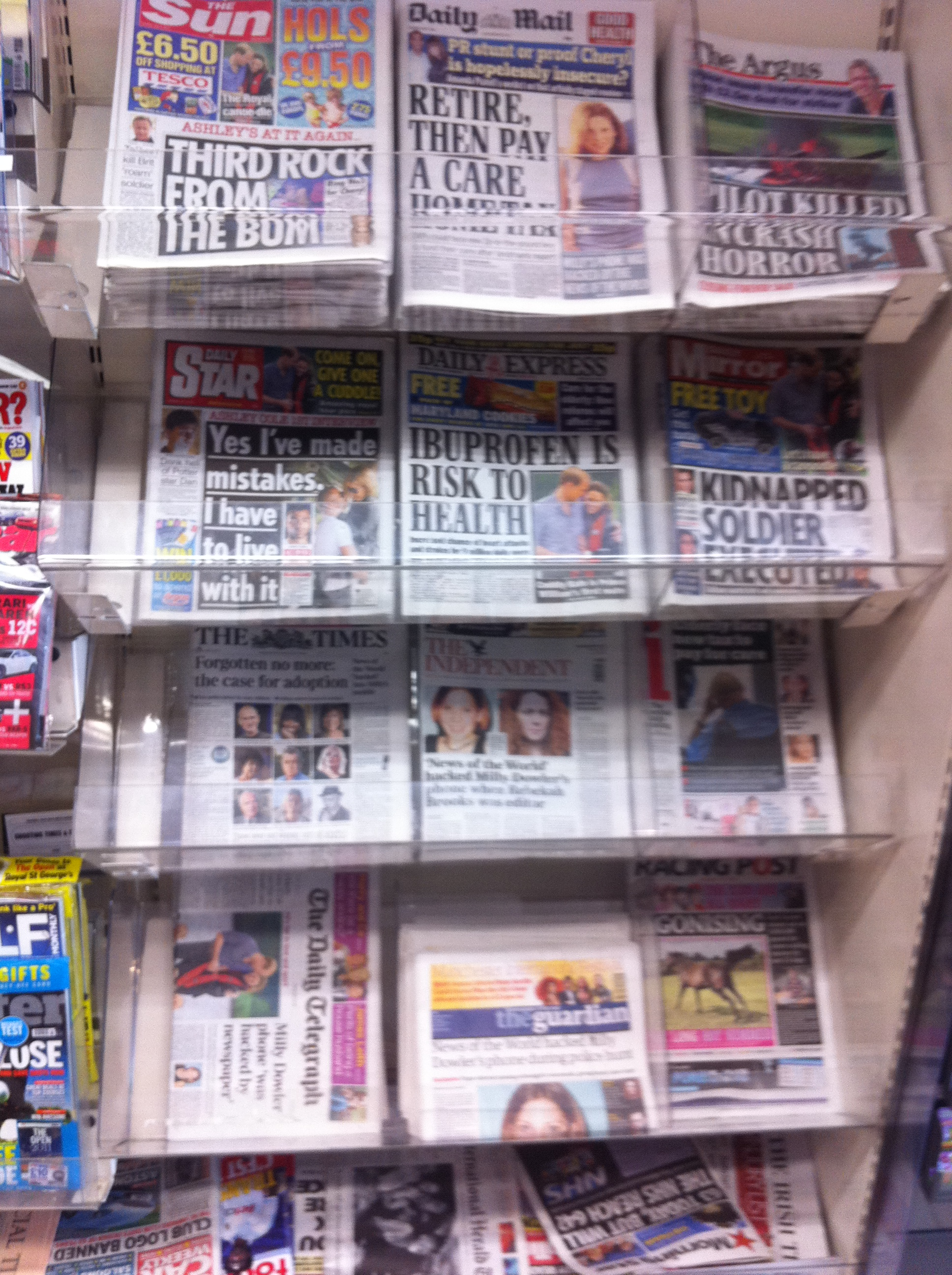
Tabloïds britanniques contemporains

La popularité des faits divers locaux, des divertissements culturels et des affaires criminelles qui remplissent les pages des quotidiens d’information favorise l’apparition de tabloïds dans les villes québécoises à partir des années 1920.
Né en Angleterre au début du XXe siècle, le tabloïd s'adresse principalement à un lectorat urbain et peu instruit. Les publications en format tabloïd sont généralement plus petites que les grands journaux d'information, et donc plus faciles à lire dans le tramway. Les éditeurs de tabloïd misent avant tout sur la valeur commerciale des faits divers sensationnalistes, des chroniques divertissantes et des illustrations surprenantes. Ils délaissent le plus souvent les articles de fond au profit de textes courts au contenu superficiel.

#### Le Petit Journalet leMontréal-Matin
Le 23 octobre 1926, les frères Roger et Roland Maillet lancent à Montréal le premier tabloïd québécois : Le Petit Journal. Ce dernier remplace le Matin, publié depuis 1920. La page frontispice entièrement illustrée des premières éditions du nouvel hebdomadaire donne rapidement le ton; au menu, meurtres et tentatives d’assassinat, mode féminine, concours de beauté, sports et divertissements.

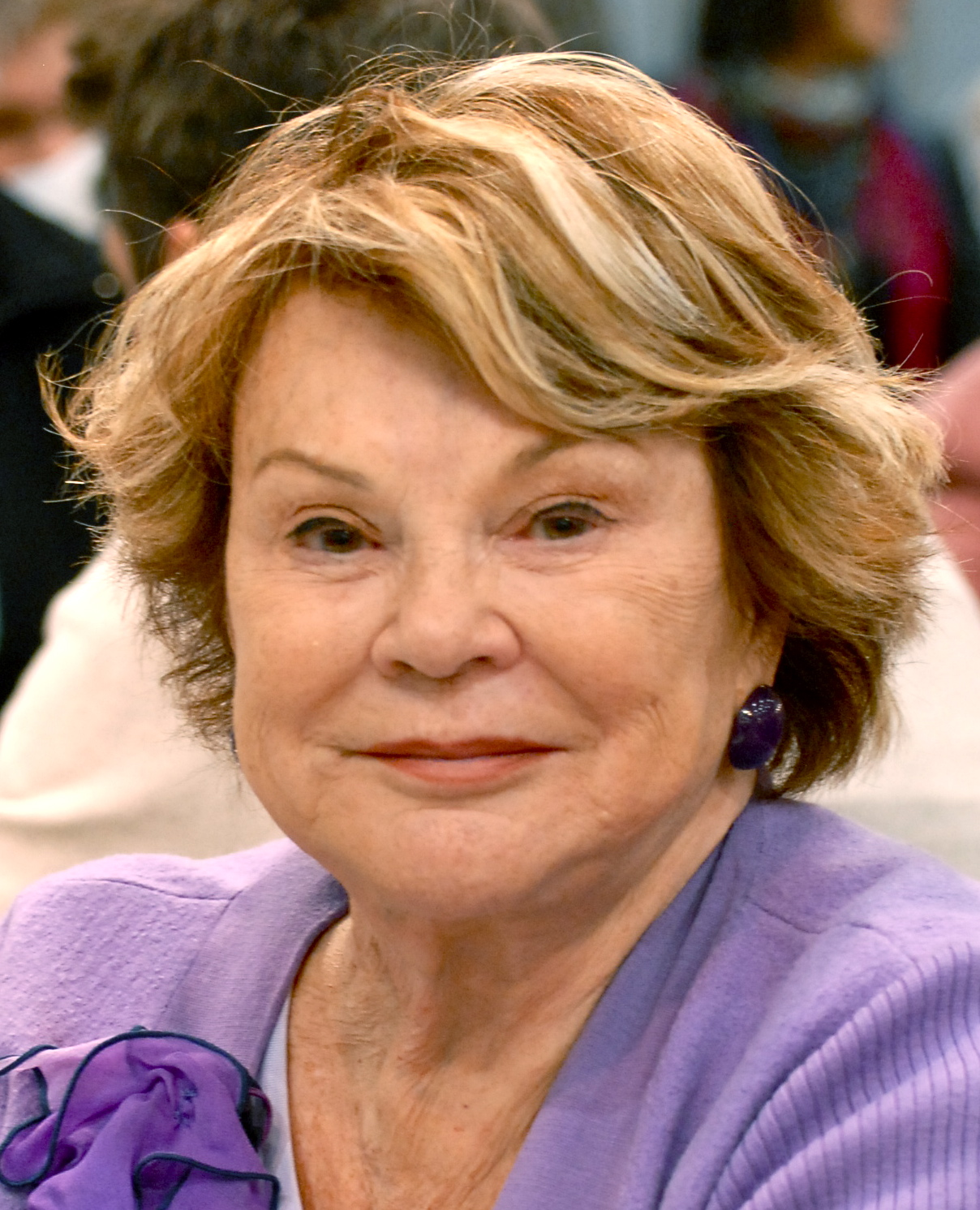
L'écrivaine Janette Bertrand commence sa fructueuse carrière au Petit Journal

Bien que le Petit Journal se targue d'être indépendant des partis politiques, il est dans les faits plutôt conservateur. Il appuie ainsi volontiers le maire de Montréal et chef du Parti conservateur du Québec Camillien Houde, ainsi que le chef de l'Union nationale Maurice Duplessis.
Malgré son orientation conservatrice, le Petit Journal permet à plusieurs jeunes auteurs et autrices de divers milieux de se faire les dents. Ainsi, au fil des ans, l'historien Robert Rumilly, l'écrivaine Janette Bertrand, l'animateur et éditeur Alain Stanké, la chroniqueuse politique Lysiane Gagnon, l'animateur René-Homier Roy et le dramaturge Jean-Claude Germain ont tous commencé leurs carrières au Petit Journal.
« Le Petit Journal », rappelle Janette Bertrand en entrevue à la Gazette des Femmes, « c'était un journal très populaire qu'on achetait le dimanche après la messe. [M]a chronique, c'était Opinion de femme. Je donnais mon opinion sur les hommes, par exemple que les pères étaient injustes. Mais je le faisais avec mon style, avec humour, ça passait. »

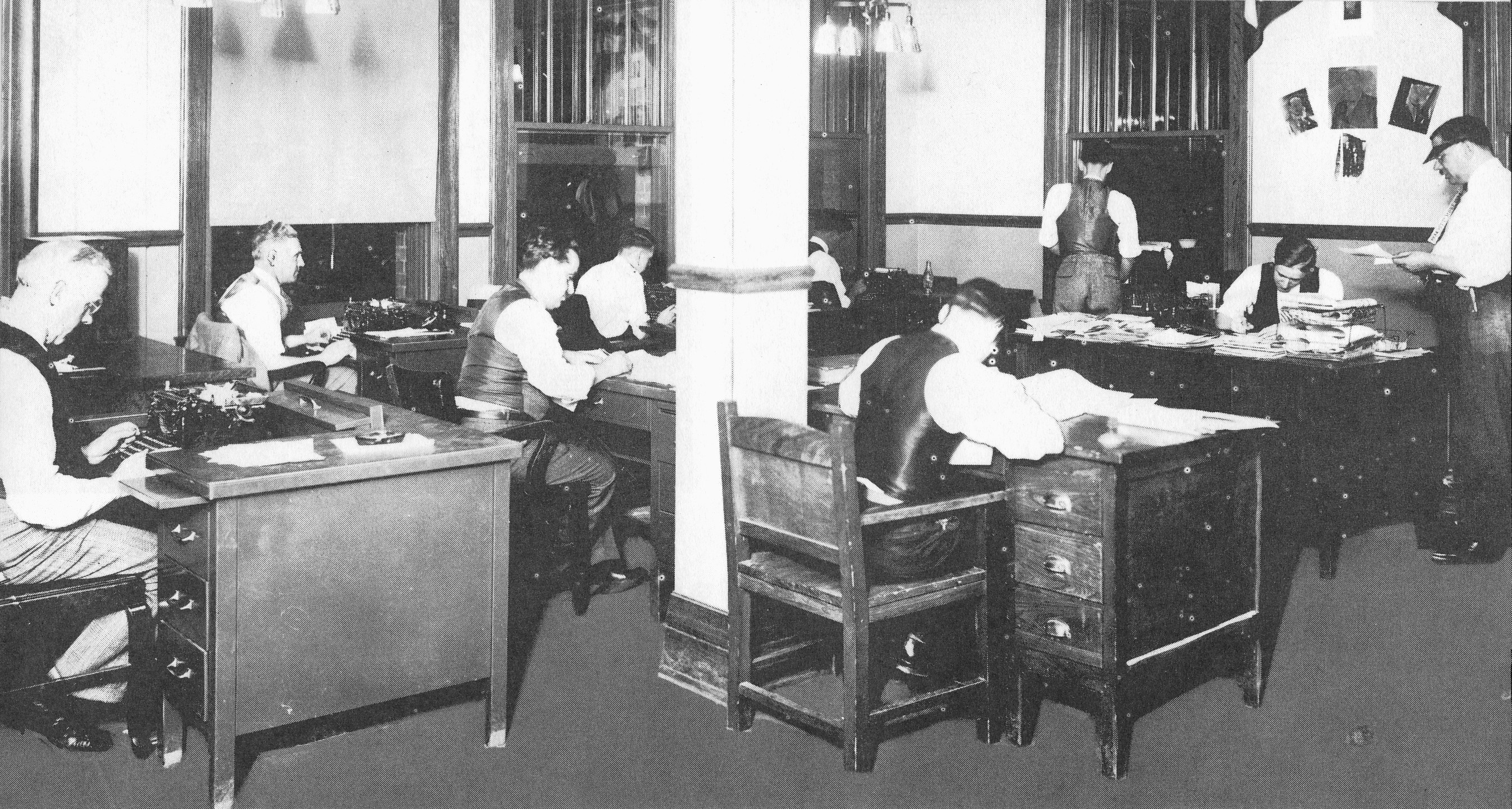
Salle de rédaction du journal L'Illustration, prédécesseur du Montréal-Matin

La popularité de du Petit Journal encourage bientôt la mise sur pied d’un tabloïd quotidien : L’Illustration commence à paraître en 1930 et devient L'Illustration nouvelle puis le Montréal-Matin en 1941.
À l'instar du Petit Journal, le Montréal-Matin est d'allégeance conservatrice sur le plan politique. Il soutient ainsi Camillien Houde et Maurice Duplessis. De fait, Houde et Duplessis, ainsi que l'unioniste Daniel Johnson (père), seront tour à tour partiellement propriétaires du journal.
C'est cependant dans les années 1960, alors que des grèves se succèdent à La Presse, que le Montréal-Matin connaît son apogée. Cet âge d'or prend fin dans les années 1970, avec l'arrivée sur le marché du populaire Journal de Montréal que dirige Pierre Péladeau. En 1973, le Montréal-Matin est acheté par son ancien compétiteur, La Presse, propriété de la puissante Power Corporation. À la suite d'un conflit de travail à l'automne 1977, le journal ferme définitivement ses portes le 27 décembre 1978.

#### Allô-Police
Avec l'avènement de la presse tabloïd, le goût pour les affaires criminelles gagne la faveur du public québécois au cours des décennies 1930 et 1940. L'hebdomadaire Allô-Police, qui voit le jour en 1953, fait ainsi du sensationnalisme lié aux affaires criminelles sa marque de commerce. Ses fondateurs, les journalistes Robert Poulin, Berthold Brisebois et Fernand Boisseau, se défendent toujours de tirer profit du crime et de la violence. Dans le programme du journal, ils affirment même qu'en démystifiant les actes de nature criminelle, ils font œuvre utile puisqu'ils « mett[ent] en garde contre les risques que comporte l’abandon d’une conduite saine et morale ».

Quoi qu'en pensent ses fondateurs, dès ses débuts, la publication met en première page des images impressionnantes de victimes, d’armes de crime et de criminels. Un article de l'édition du 3 mai 1953 décrit ainsi une scène de crime en détails :
« Sur la table, une hache de bûcheron toute tachée de sang coagulé, à côté d'une bouteille de lait et de belles tranches de pain. En entrant dans le boudoir, au rez-de-chaussée, à droite le piano est maculé de sang sur les notes blanches. Il y a un sang sur un crucifix, accroché au mur, et sur un sofa, la fille aînée, qui avait quinze ans, gisant en travers, les bras pendant. Et avec une énorme entaille dans ses souples tresses rousses ».
Allô-Police cesse d’être publié en 2004, n’étant plus suffisamment rentable.

### Le Jour, Cité libreet la lutte au duplessisme

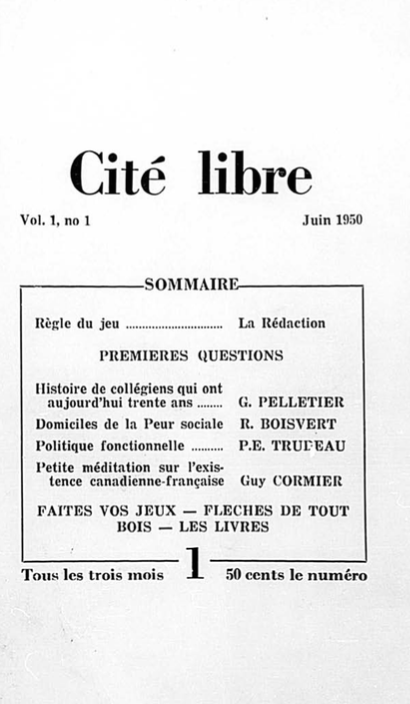
Premier numéro de la revue Cité Libre, publié en juin 1950

En 1937, quelque temps après avoir été renvoyé par le Soleil à la suite de l'interdiction de son roman Les Demi-civilisés (1934), l'auteur et journaliste Jean-Charles Harvey fonde le journal Le Jour. Conçu comme un journal de combat et d'opinion, Le Jour se voue à la défense d'un ambitieux programme libéral. Harvey y fait d'abord la promotion des progrès de la technologie et de l'économie modernes, ainsi que de l'orthodoxie libérale de la concurrence et de la libre entreprise. Sous la direction de Harvey, Le Jour défend un libéralisme social très progressiste pour l'époque. Ses textes, souvent rédigés par des auteurs et autrices de la relève tels que Gabrielle Roy, Yves Thériault et Henri Tranquille, soutiennent la lutte des femmes pour l'émancipation, prennent position contre la xénophobie et l'antisémitisme et défendent les droits des travailleurs. De manière controversée, Le Jour prend position en faveur de la laïcisation de la société québécoise et pour le déploiement d'un réseau d'éducation public, gratuit et obligatoire. Après avoir tiré à 25 000 exemplaires en 1937, Le Jour ne tire plus qu'à 10 000 exemplaires en 1940 et à 3 000 exemplaires en 1946. Il ferme alors ses portes.
Quatre ans après la fermeture du Jour, deux ans après la parution du Refus global et un an après la grève de l'amiante d'Asbestos, une nouvelle publication farouchement opposée au traditionalisme du régime duplessiste voit le jour. La revue Cité libre s’inscrit ainsi dans une période ponctuée de mécontentement à l’endroit du gouvernement de Maurice Duplessis.
Les jeunes auteurs de Cité libre appartiennent à une génération de penseurs influents tels que Gérard Pelletier, Pierre Elliott Trudeau, Fernand Dumont, Pierre Vadeboncœur, Pierre Laporte, Pierre Vallières, et Guy Rocher. Issus dans bien des cas des Jeunesses étudiantes catholiques, ces auteurs respectent l’Église mais dénoncent vertement le cléricalisme et la collusion entre l’Église catholique et l’État québécois. Imbus de philosophie politique, ils profitent de plus de leur tribune pour alimenter une réflexion publique sur les moyens de précipiter le progrès économique, social, intellectuel et spirituel du Québec, le tout dans un esprit humaniste et universaliste.

Le premier numéro de Cité libre, paru en juin 1950, annonce clairement les couleurs de la publication:
« Nous sommes là des centaines, depuis quelques années, à souffrir d'un certain silence; et c'est pourquoi Cité libre vient au jour. Nous ne sommes pas un groupe qui prend la parole en son propre nom et ce préambule n'est pas un manifeste. Il nous parait au contraire que l'assemblée générale est convoquée depuis longtemps. Nous sommes tous là, ceux d'une génération dont le tour est venu de s'exprimer. Nous avons quelque chose à dire. Mais le silence n'est pas facile à rompre publiquement; il fallait qu'une équipe s'en fit une obligation. Ceci n'est donc qu'un premier mot, une intervention initiale et qui doit déclencher le débat. Chacun de nos articles veut être une invitation à ceux de trente ans et moins qui n'ont pas encore parlé, à ceux-là aussi qui en ont eu l'occasion mais qui n'ont pas pu dire ce qui leur tenait le plus à cœur. »
L’influence de Cité libre dépasse de loin l’ampleur des tirages et la durée de vie de la publication. De 1 500 exemplaires en 1951, le tirage de la revue grimpe tout au plus à 6 000 ou 7 000 exemplaires au cours des années 1950 et 1960. D’abord publiée de façon trimestrielle, Cité libre paraît sur une base mensuelle entre 1960 et 1966 puis de façon saisonnière jusqu’en 1971. Elle disparaît en 1972 avant de renaître sous le format d’une revue bimensuelle puis saisonnière entre 1991 et 2000. La publication défend alors le fédéralisme et l’unité canadienne.

### La presse écrite à l'aube de la Révolution tranquille
L'élection d'un nouveau gouvernement à Québec et l'effervescence généralisée qui accompagne la fin du régime de Maurice Duplessis ne manquent pas d'avoir un impact sur la presse québécoise. Cette dernière, écrit Armande Saint-Jean, « émerge de la torpeur des années du duplessisme et participe avec ferveur au changement social et politique qui secoue le Québec pendant la Révolution tranquille ».
Reflétant la nouvelle réalité sociale, politique et technologique de l'époque, le « nouveau journalisme » des années 1960 a pour caractéristique première la multiplication des emplois liés à la presse écrite. Comme les journalistes participent activement aux débats sociaux qui remuent le Québec, ils prennent conscience de l'importance de leur profession. Ils commencent donc à exiger l'autonomie de la rédaction par rapport aux administrateurs ou aux propriétaires des entreprises de presse, de même que de meilleures conditions matérielles. Le « nouveau journalisme » se caractérise donc à la fois par une augmentation des exigences de qualité de l'information et par un degré de professionnalisme jusque-là inconnu. Les médias, ajoute Pierre Godin, « assument un leadership social » sans précédent. Le statut des journalistes change conséquemment de façon marquée. « [E]n appuyant les objectifs de changement social », explique Armande Saint-Jean, « les journalistes se trouvent à s’intégrer peu à peu à l’élite montante que forment les intellectuels du Québec. »

#### L'impact de la télévision
L'avènement de la télévision, au début de la décennie 1950, entraîne des bouleversements majeurs dans le journalisme québécois. La télévision favorise d’abord l’émergence de nouveaux talents comme Judith Jasmin et René Lévesque. Par le biais d’émissions d’information telles que Carrefour et Point de mire, qui accordent une grande importance à l’actualité internationale, la télévision repousse de plus « les frontières étroites de la province et permet à la presse et au public québécois de s’ouvrir au reste du monde »
Sous l’impulsion du Service des affaires publiques de Radio-Canada, l’information produite par les journalistes s’enrichit d’analyses, de commentaires et de mises en contexte qui permettent aux spectateurs d’approfondir leur connaissance des divers aspects des questions abordées.

#### Jean-Louis Gagnon et Gérard Pelletier àLa Presse

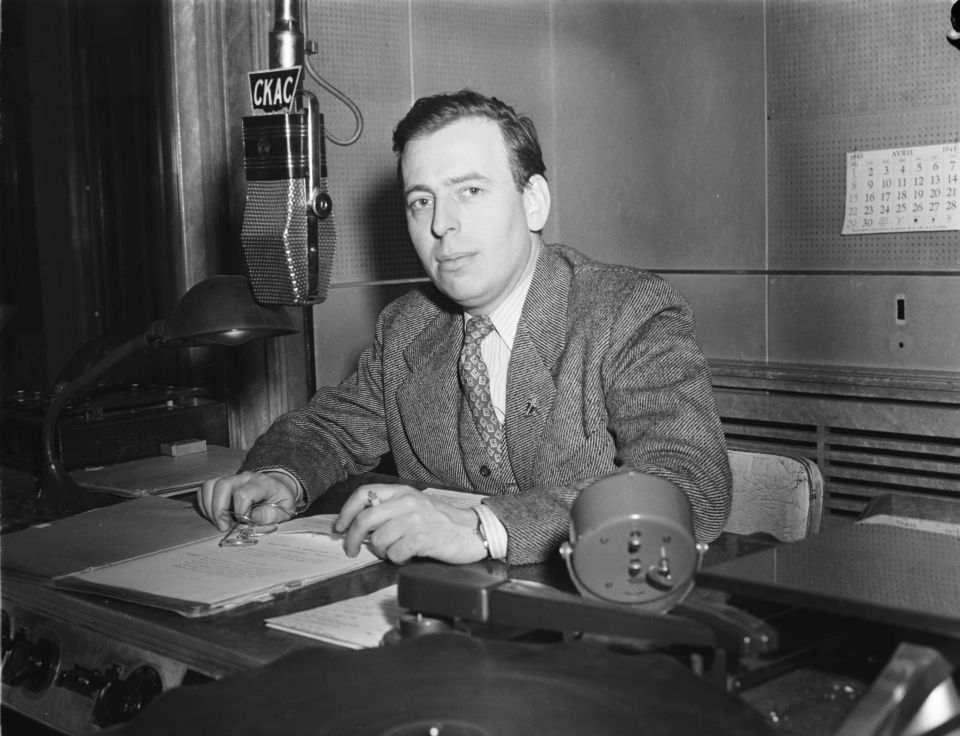
Le journaliste Jean-Louis Gagnon devient rédacteur en chef de La Presse à la fin des années 1950

Jean-Louis Gagnon occupe le poste de rédacteur en chef de La Presse entre 1958 et 1961. Il entend faire du quotidien un journal véritablement national, un peu à l'image du Globe and Mail pour le marché anglo-canadien. Gagnon procède donc à la création de bureaux à travers les régions québécoises, ce qui permet au tirage quotidien d'atteindre les 300 000 exemplaires. Grâce à ses ventes, La Presse est alors en mesure d'offrir les meilleures conditions salariales aux journalistes québécois et québécoises.
Au départ de Gagnon, en 1961, La Presse embauche Gérard Pelletier comme rédacteur en chef. Connu pour ses antécédents journalistiques et militants, Gérard Pelletier a travaillé pour la revue Cité Libre ainsi qu'à la télévision de Radio-Canada et au quotidien Le Devoir, où il a notamment couvert la grève de l’amiante de 1949. Intellectuel de gauche, Pelletier est aussi connu comme militant syndical à la Confédération des travailleurs catholiques du Canada (CTCC), ancêtre de la CSN.
Pelletier, qui a comme son prédécesseur de grandes ambitions pour le quotidien, pose une condition à son embauche: il réclame la pleine autonomie de la rédaction dans les limites du budget alloué. Cette condition marque le début d’une distance nouvelle entre les journalistes et les administrateurs des journaux; elle se veut la garantie de la liberté dont doivent bénéficier les journalistes professionnels.
Le passage de Pelletier à La Presse est aussi associé à un renouveau de l’information. S'inspirant des pratiques journalistiques éprouvées par les grands quotidiens européens et américains, il nomme par exemple des correspondants à l’étranger, crée des secteurs attitrés de couverture (les « beats ») et favorise la spécialisation des reporters. Tout en exigeant d'eux une grande rigueur, Pelletier encourage ses journalistes à faire preuve d'originalité dans leur traitement de l'information et à écrire dans un style vivant et personnel.
Enfin, pour que l'apparence de La Presse reflète le caractère novateur de ses pratiques journalistiques, Pelletier modernise la présentation graphique du quotidien, laissant circuler « un vent de liberté dans ses colonnes vermoulues: plus vivante, plus abondante, mieux présentée, l’information portait enfin sur toutes les manifestations de la vie québécoise ».
Les réformes de Gérard Pelletier à La Presse ont un effet d’entraînement sur la concurrence. Bientôt, Le Devoir de Montréal et Le Soleil de Québec modernisent également leurs pratiques. Plus fondamentalement, elles marquent le début d’une nouvelle tradition journalistique au Québec.

#### Le Nouveau Journal
À son départ de La Presse, Jean-Louis Gagnon s'empresse de fonder un nouveau quotidien d'information. Conçu dans le but de détrôner et même de remplacer La Presse, le Nouveau Journal ne fait toutefois pas long feu: il disparaît 10 mois seulement après sa fondation. En dépit de sa brève existence, il entre bientôt dans la légende comme l’incarnation d’un rêve de renouveau du journalisme.
Le Nouveau Journal de Gagnon se distingue de La Presse de Pelletier par sa présentation renouvelée, agrémentée de photos et de caricatures (souvent en première page, à la manière du Figaro de l’époque), et par son style parfois virulent. En 1986, Pelletier témoigne de la portée des innovations mises en place par son compétiteur: « [...] entouré d’une équipe où le talent ne manquait pas, [Gagnon] avait créé un quotidien en tous points remarquable où se combinaient avec aisance les styles journalistiques de la France et des U.S.A. Le Nouveau Journal, c’était un acte de défoulement contre les servitudes ordinaires de la presse écrite. »
Judith Jasmin acquiesce, ajoutant que « [l]e Nouveau Journal, pendant sa brève existence, a délié la presse (l’ensemble des journalistes), une fois pour toutes, de la peur d’écrire un chat est un chat. [...] Ce nouveau langage, l’habitude de discuter ouvertement sur la place publique, à la télévision, à la radio et dans les journaux, de tous nos problèmes ont démythifié de fausses valeurs et désamorcé de grandes peurs »

### Une presse engagée

#### La presse progressiste et la presse souverainiste
Dans les années 1960 et 1970, la montée du nationalisme québécois, puis de l’indépendantisme, « sollicite de plus en plus vivement l’engagement des intellectuels préoccupés de l’évolution et de l’émancipation du Québec ». Nourris par les discours anticolonialistes venant d'Europe, d'Afrique et des Caraïbes, nombre de ces intellectuels, dont beaucoup font carrière dans les médias, inscrivent ainsi l'indépendance du Québecd dans le cadre plus large de l'émancipation politique, sociale et économique des peuples. En plus de promouvoir l'action sociale par leur activité éditoriale, plusieurs des journalistes engagés de l'époque joignent la parole à l'action, participant volontiers à la création d'organisations militantes, prenant part aux manifestations et s'impliquant même parfois en politique active. Dans certains cas, c'est plutôt le politique qui investit le champ journalistique.
La Revue socialiste, publiée entre 1959 et 1965, reprend ainsi l'argumentaire formulé par des intellectuels comme Albert Memmi, Jacques Berque et Franz Fanon pour l'appliquer à la réalité québécoise. Le créateur de La Revue socialiste, Raoul Roy, met sur pied l'Action socialiste pour l'indépendance du Québec (ASIQ) en septembre 1960, quelques jours seulement avant la fondation du Rassemblement pour l'indépendance nationale (RIN).
La revue Parti pris est fondée en 1963 par de jeunes militants issus des cercles les plus combatifs de la jeunesse socialiste et indépendantiste. Publiant à la fois des chroniques, des essais, des nouvelles et des poèmes, Parti pris s'impose rapidement comme une publication d'influence pour la génération de la Révolution tranquille. Il est souvent considéré que l'abandon systématique de l'appellation « Canadien-français » au profit de « Québécois » est le fait de l'équipe éditoriale de Parti pris. Les Éditions Parti pris, fondées en 1964 par l'équipe de la revue, publient plusieurs des textes les plus marquants de l'époque, incluant l'essai Nègres blancs d'Amérique de Pierre Vallières (1968).
Le journal Le Jour, à ne pas confondre avec le « journal de combat » de Jean-Charles Harvey, est créé par René Lévesque, Jacques Parizeau et Yves Michaud au lendemain de l'élection d'octobre 1973. La publication, qui se défend bien d'être l'organe du Parti québécois, vise avant tout à défendre l'indépendance du Québec et la social-démocratie dans l'écosystème médiatique québécois. Elle cherche également à faire contrepoids au discours libéral véhiculé par le journal La Presse, propriété de Power Corporation. Des contributeurs et contributrices de talent joignent bientôt l'équipe du Jour, incluant Paule Beaugrand-Champagne, Evelyn Dumas, Pierre Godin et Gil Courtemanche. Le photographe Antoine Desilets et le caricaturiste Berthio quittent respectivement leurs emplois à La Presse et au Devoir pour se joindre à l'équipe du Jour. Reposant sur une forme d'autogestion offrant à ses journalistes une grande liberté éditoriale, Le Jour a dû mettre la clé sous la porte après moins de deux ans en raison de dissensions insurmontables. Il revient brièvement sous la forme d'un hebdomadaire entre février 1977 et janvier 1978.

#### La presse féministe
Il faut remonter aux premières décennies du XXe siècle pour voir l'émergence d'une presse proprement « féministe ».
Un premier pas timide est franchi en 1913 par Marie Lacoste Gérin-Lajoie qui, en collaboration avec Caroline Dessaulles-Béique, crée la revue mensuelle La Bonne Parole. Conçue comme l'organe de la Fédération nationale Saint-Jean-Baptiste, la publication se voue au progrès social en endossant des causes telles que la lutte à l'alcoolisme et à la mortalité infantile. Soucieuses de ménager les autorités cléricales, les éditrices de La Bonne Parole se gardent bien de trop sortir de la doctrine sociale de l'Église. Elles tempèrent donc leurs revendications féministes et relaient volontiers l'idéologie de la domesticité. Tout en valorisant la femme au foyer, La Bonne Parole défend néanmoins à l'occasion les intérêts professionnels, l'émancipation juridique et le vote des femmes. Marie Lacoste-Gérin-Lajoie, juriste autodidacte, donne d'ailleurs le ton en publiant une série d'articles portant sur la condition juridique de la femme en 1913 et 1914.
En 1919, Anne-Marie Huguenin, dite « Madeleine », fonde La Revue moderne. Cette dernière défend les causes féministes, incluant l'instruction et le vote des femmes, mais accorde aussi beaucoup d'espace aux récits sentimentaux, aux conseils pratiques et à la publicité. Rapidement, La Revue moderne s'avère être un succès commercial: ses tirages passent de 10 000 à 100 000 exemplaires. En 1960, la publication est vendue à la compagnie Maclean-Hunter et est renommée Châtelaine. La rédactrice en chef Fernande Saint-Martin entend désormais utiliser la revue pour mobiliser les femmes afin de « reconstruire le Québec » avec elles. Souhaitant aller à contrecourant des revues féministes traditionnelles, elle s'attelle à défendre le droit des femmes à une éducation gratuite et mixte et à la planification des naissances. Elle milite également pour une réforme des articles du Code civil qui définissent le statut juridique de la femme. De nos jours, Châtelaine se consacre davantage à la mode et au bien-être qu'aux questions féministes. À l'occasion, la revue consacre néanmoins des articles aux grands enjeux mondiaux.
Si Châtelaine adopte une position résolument féministe dans les années 1960, il faut attendre le début des années 1970 pour voir l'émergence d'une presse féministe radicale au Québec. Le journal féministe Québécoises Deboutte! voit le jour au moins de novembre 1971, à l'initiative de la cellule « Journal » du Front de libération des femmes du Québec (FLF). Alors que la question nationale monopolise le débat public, la publication annonce ses couleurs en adoptant le sous-titre « Pas de libération des femmes sans libération du Québec, pas de libération du Québec sans libération des femmes ». Après le démantelement du FLF à la fin de l'année 1971, Québécoises Deboutte! est publiée par Centre des femmes du Québec. La revue cesse d'exister en 1974. La revue Les Têtes de pioche, fondée en 1976, se veut toutefois son héritière. Née des rencontres hebdomadaires de féministes issues de milieux sociaux différents, elle tire entre 1 500 et 2 000 copies par mois. La revue cesse ses activités en juin 1979.
La Gazette des femmes est créée en 1979. Conçue comme une « revue d'information et de débats », La Gazette ratisse large. Selon son index informatisé, elle couvre à la fois les arts, la communication, les loisirs, le droit, l'éducation, les affaires et la politique. Accueillant des textes d'autrices de premier plan telles que Suzanne Jacob, Hélène Pedneault, Ariane Émond et Anne-Marie Dussault, elle se distingue par ses dossiers étoffés, ses reportages et ses analyses portant sur la condition féminine et sur la défense des droits des femmes. Bénéficiant du soutien financier du Conseil du statut de la femme depuis ses débuts, La Gazette des femmes se distingue surtout d'autres publications « féminines » par l'absence, dans ses pages, de matériel publicitaire glamour et de conseils pratiques en matière de séduction.
La publication féministe la plus influente de la période est certainement le magazine La Vie en rose, créé durant les bouleversements qui accompagnent le référendum sur la souveraineté-association de 1980. D'abord encartée dans le journal d'opinion à tendance socialiste Le Temps fou, La Vie en rose se transforme rapidement en publication indépendante, d'abord trimestrielle, puis mensuelle. Adoptant un ton léger et humoristique, mais insistant sur la qualité de ses textes, La Vie en rose entend investir l'information d'un point de vue féministe. Elle se distingue ainsi de la presse généraliste, qui marginalise généralement les femmes. Jalouse de son indépendance, elle se distingue également des médias féministes financés par des organismes institutionnels (comme La Gazette des femmes).
Malgré le succès certain qu'elle obtient auprès des femmes québécoises, La Vie en rose tire sa révérence en 1987. Selon une analyse produite par La Gazette des femmes, elle disparaît en partie à cause de difficultés financières. D'autres facteurs jouent aussi certainement sur la décision des éditrices de fermer boutique: le manque de relève, le paysage social et politique changeant et la perte de vitesse du mouvement féministe.

### L'évolution du métier de journaliste
Au lendemain de la Deuxième Guerre mondiale, écrit Michel Roy, les journalistes québécois sont sous-payés et exploités, « déconsidérés et soumis au pouvoir discrétionnaire d’un patron qui les tient pour vulnérables et pusillanimes ». L'information doit se conformer à la volonté de l’ordre établi et de ses codes sociaux. Le journaliste de l’après-guerre n’a donc « ni l’estime de la société ni le respect de ses patrons ».
Les choses commencent à changer à partir des années 1950. De plus en plus conscients d'exercer un rôle social essentiel, les journalistes commencent à revendiquer de meilleures conditions de travail et une meilleure rémunération. À cet effet, Gérard Pelletier écrit par exemple que « ce qui motive le plus fortement les artisans de l’information, c’est la conscience de jouer un rôle social, d’exercer une influence, d’être reconnus comme rouages indispensables de toute société démocratique. » Au cours de la décennie 1950, le syndicalisme, qui apparaît d'abord timidement dans les salles de rédaction, donne peu à peu un caractère plus professionnel au métier de journaliste. En 1955, les journalistes francophones se dotent même d'une Union canadienne des journalistes de langue française (UCJLF) pour représenter leurs intérêts professionnels.
En 1969, l'UCJLF est remplacée par la Fédération professionnelle des journalistes du Québec (FPJQ). Cette institutionnalisation croissante du métier de journaliste vise non seulement à permettre aux principaux intéressés de faire valoir leurs droits comme travailleurs, mais également de lutter contre un phénomène qui prend de plus en plus d’ampleur dans les décennies suivantes : la concentration des médias.
Armande Saint-Jean note que la suppression de la liberté de presse pendant la Crise d'octobre crée une onde de choc dans le milieu du journalisme. Les journalistes vont à la fois « radicaliser leur militantisme syndical » et « adopter des positions critiques à l'égard des pouvoirs et de leurs employeurs ». Cette radicalisation se traduit par une série de conflits de travail et d'affrontements dans les entreprises de presse. Les journalistes se définissent désormais comme des « travailleurs de l'information » et se solidarisent avec d'autres groupes revendicateurs.
C'est également dans la foulée des événements de 1970 que le Conseil de presse du Québec voit le jour. Créé à l'initiative conjointe de journalistes et de dirigeants de médias d'information, le Conseil a pour but de défendre la liberté de presse et le droit à l'information au Québec.
Deux tendances opposent les journalistes depuis les années 1970: alors que certains sont des militants engagés dans la transformation de la société, d'autres sont plutôt des employés syndiqués qui se présentent comme des témoins neutres des changements sociaux.

### Un certain désenchantement

#### La grève deLa Presseet le renvoi de Gérard Pelletier
La fin des années 1940 et les années 1950 voient la multiplication d'innovations technologiques majeures, à commencer par l'automatisation du travail de reliure, l'apparition des clichés typographiques en caoutchouc et en plastique, et l'utilisation de plus en plus répandue du teletypesetter pour la composition des textes. Si ces innovations permettent d'abaisser les coûts de production des grands journaux, elles fragilisent également la position de certains métiers liés à l'impression et à la publication périodique.
Au printemps 1964, la direction de La Presse annonce son intention de réduire le nombre de salariés à son emploi en adoptant de nouvelles technologies. Le 3 juin, les 300 typographes de La Presse, affiliés à l'Union typographique internationale (UTI-FTQ), déclenchent la grève. Les activités du journal se trouvant paralysées, la direction met ses 900 autres employés syndiqués en lock-out.
Le conflit de travail s'embourbe pendant plusieurs mois. Aux revendications des typographes s'ajoutent bientôt celles des journalistes en lock-out, de plus en plus inquiets de l’orientation idéologique du journal et de leur liberté. Ces derniers contestent particulièrement la décision de leurs patrons d'inscrire dans leur convention collective une « clause idéologique » permettant le congédiement d’un journaliste dont les opinions seraient opposées à celles de son employeur.
Après sept mois de conflit, la direction de La Presse et les travailleurs syndiqués parviennent à une entente le 23 décembre 1964. Les typographes obtiennent une augmentation de salaire ainsi que la promesse d'un préavis en cas d'introduction de nouvelles technologies. La Presse reprend ses activités régulières le 4 janvier 1965. Trois mois plus tard, la direction du quotidien congédie le rédacteur en chef Gérard Pelletier. Ce dernier, un syndicaliste convaincu, s'était retrouvé dans une position des plus délicates pendant le conflit de travail. Aux yeux de ses patrons, il n'avait pas suffisamment fustigé les grévistes et aurait nui au journal en permettant à la grève de s'éterniser. « [A]près le retour au travail », écrit Cyrille Felteau, Pelletier s'était trouvé « persona non grata, isolé en quelque sorte tant auprès de l'administration que de la rédaction ».
Le congédiement soudain de Gérard Pelletier, immédiatement suivi de l'annonce de la démission, « par solidarité » du conseil de la rédaction de La Presse, symbolise le virage de la presse écrite vers un certain conservatisme. Même Claude Ryan, alors directeur du Devoir, exprime son indignation devant le renvoi de son concurrent. Selon Armande Saint-Jean, « [l]a grève de 1964-1965 [...] marque donc la fin de l’âge d’or du journalisme québécois. »

Le principal intéressé explique que son congédiement témoigne d'une « crise de la liberté » dans les médias québécois:
« Le pendule est peut-être allé trop loin. Du type de journalisme gris et sans opinion du régime Duplessis, on est allé à l’autre extrême: le journaliste qui voulait ne rapporter que les faits qui favorisaient ses opinions, qui voulait émettre ses opinions dans le reportage. Mais n’importe quel journaliste un peu chevronné savait que c’était le mouvement du pendule, que cette exagération-là était absolument inévitable, et je crois d’ailleurs qu’elle a été contrôlée assez rapidement ».
Alors que plusieurs médias forcent leurs journalistes à choisir entre leur métier, dans lequel ils sont contraints à la neutralité, et leur engagement social et politique, plusieurs choisissent de faire le saut en politique. Lorsque le gouvernement libéral de Lester B. Pearson annonce son intention de « mieux répondre aux préoccupations du Québec et d’accorder plus de place à ses représentants à Ottawa », Gérard Pelletier se joint donc à ses amis Jean Marchand et Pierre Trudeau et prend le chemin de la politique fédérale.

#### La convergence de la presse
La concentration des médias québécois remonte aux années 1930. Pendant la crise économique, certaines entreprises de presse familiales optent pour la concentration de la production des journaux afin de réduire leurs coûts d’opération. Le phénomène s'accélère considérablement à partir de la fin des années 1960, notamment avec la formation des empires Québecor et Power Corporation.

#### La formation des empires Péladeau et Desmarais

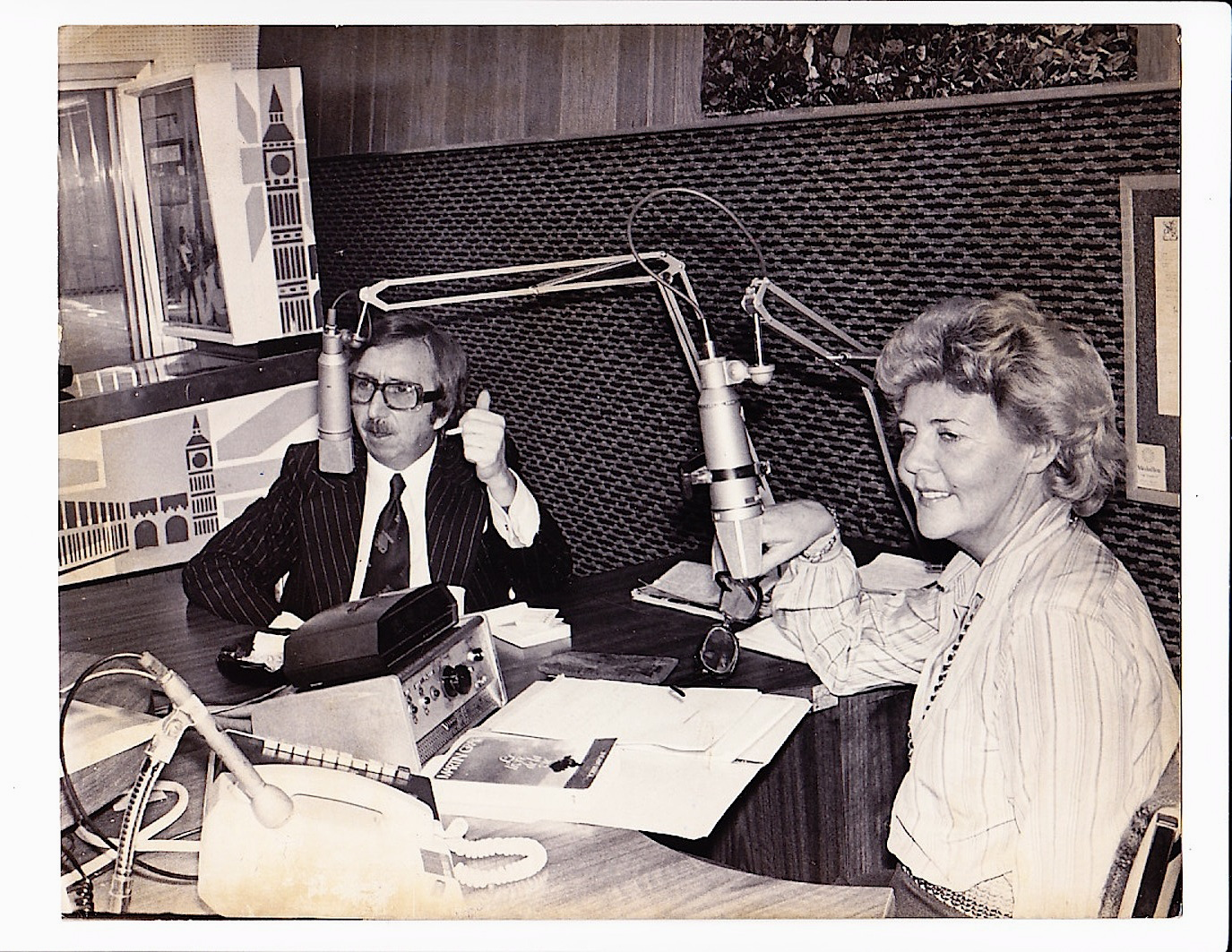
Pierre Péladeau (gauche): fondateur du Journal de Montréal et du Journal de Québec

À l'été 1964, profitant du lock-out généralisé de La Presse, l'homme d'affaires Pierre Péladeau lance une publication qui amalgame le quotidien d’information et le tabloïd : le Journal de Montréal. Comme il comble un vide important auprès du lectorat et des annonceurs de la métropole, le Journal de Montréal connaît dès ses débuts un tirage considérable. Lorsque La Presse reprend ses activités, au début de l’année 1965, de nombreux lecteurs délaissent le journal de Péladeau. Ce dernier n’a toutefois pas dit son dernier mot.
Après plusieurs semaines d’essais divers, Péladeau met au point la formule qui fera du Journal de Montréal un quotidien majeur du Québec. Il reprend notamment l’esprit des tabloïds britanniques en établissant la règle des quatre « s »: sang, sport, sexe et spectacle. Pour Péladeau, la qualité de l’impression est primordiale. Son entreprise devient donc la première en Amérique du Nord à utiliser le procédé d'impression offset, qui permet une meilleure capacité de production, des coûts d'impression moins élevés et une meilleure reproduction des illustrations. Le quotidien se distingue par ses chroniques spécialisées, qui traitent notamment d’humour, de sport et de politique, et par sa parution matinale. Le Journal de Montréal se dote même d'une édition dominicale, contrairement à plusieurs de ses rivaux.
Devant le succès de son quotidien montréalais, Péladeau profite de la disparition de L’Évènement-Journal de Québec pour lancer le Journal de Québec. D'abord imprimé à Montréal, le journal installe ses bureaux et son imprimerie en banlieue de la ville de Québec en 1972. L'imprimerie en question ferme ses portes en 2023. Comme le Journal de Québec est distribué dans les régions de Québec, de Chaudière-Appalaches, du Saguenay-Lac-Saint-Jean et de l'est du Québec, il permet à Péladeau d'étendre son empire médiatique à l'ensemble du territoire québécois.
Vers la fin des années 1960, la concentration de la presse, jusque-là le fait d’entreprises familiales, tombe aux mains d’un grand conglomérat industriel. Le richissime homme d'affaires Paul Desmarais, déjà propriétaire de La Tribune de Sherbrooke depuis le milieu des années 1950, achète La Presse en 1967. L'année suivante, il devient l'actionnaire majoritaire de la Power Corporation du Canada et acquiert Le Nouvelliste de Trois-Rivières. Perçue comme une menace à la liberté de l'information, cette concentration de plusieurs médias entre les mêmes mains suscite bientôt la contestation. Ainsi, le 16 octobre 1971, des manifestants lancent des briques sur l'édifice de La Presse. Une nouvelle manifestation de 15 000 personnes a lieu le 29 octobre suivant. En dépit des protestations, l'empire Desmarais continue de croître. En 2000, le groupe Gesca, une filiale de Power Corporation créée en 1968, met la main sur les journaux du groupe Unimédia. Il devient ainsi propriétaires des quotidiens Le Soleil, Le Droit (Ottawa/Gatineau), et Le Quotidien (Saguenay). L'année précédente, Gesca avait acquis La Voix de l'Est (Granby). À l'aube du XXIe siècle, écrit Sébastien Couvrette, Gesca se positionne donc comme « un acteur dominant dans le processus de concentration de la presse écrite au Québec ».

## Les défis de la presse écrite à la fin duXXesiècle
Au Québec, la décennie 1970 est particulièrement difficile pour la presse écrite. Les journaux font face à de grands défis: difficultés financières, saturation du marché, conflits de travail liés aux nouvelles technologies d’impression. Certains journaux pourtant bien établis tels que La Patrie (1879-1978) et le Montreal Star (1869-1979) se voient même forcés de mettre la clé sous la porte. Font exception des titres comme La Presse, Le Soleil, Le Devoir et La Tribune, qui deviennent tous centenaires entre les années 1980 et 2010.
La presse écrite connaît une certaine accalmie dans les années 1980 et 1990, mais le répit est de courte durée : dès la décennie 2000, l'avènement des technologies numériques force les journaux traditionnels à se réinventer.

### Le virage numérique
À partir de la fin des années 1990, les médias d'information québécois se dotent tous de vitrines informatiques. En mars 1996, par exemple, Québecor se dote de Canoë, un portail généraliste qui permet de publier la nouvelle en ligne, mais aussi d'héberger des plateformes comme La Toile du Québec. Ce virage numérique attire rapidement l'attention du Conseil de presse du Québec qui, dans un avis rendu public en janvier 2002, affirme considérer le journalisme en ligne sur un pied d'égalité avec le journalisme « traditionnel ».
Au cours des années 2000, le numérique prend une part de plus en plus grande du marché de l'information, si bien que dans les années 2010, les portails comme Canoë entrent en compétition avec des publications telles que Vice, Huffington Post et Urbania.
Devant l'avancée du numérique, et alors que l'accès à l'information passe de plus en plus par les médias sociaux Facebook et Twitter, la presse écrite n'a d'autre choix que d'embrasser les nouvelles technologies. En plus d'investir massivement dans leurs sites Web, les grands quotidiens (Le Journal de Montréal, Le Devoir, The Gazette, Le Soleil) se dotent tous d'applications relativement bien construites et faciles à naviguer. L'accès de base est généralement gratuit pour les utilisateurs. Dans les cas du Devoir et de la Gazette, ces derniers doivent toutefois se procurer un abonnement s'ils souhaitent un accès complet et illimité.
En 2013, au terme de trois ans de recherche et d'un investissement de 40 millions de dollars, La Presse lance l'application pour tablette La Presse+, destinée à remplacer la version papier du quotidien. La nouvelle plateforme traite l'information d'une toute autre manière que l'imprimé; les textes sont le plus souvent accompagnés de photos, mais aussi de vidéos, de cartes et de graphiques. Après avoir annoncé songer à un nouveau modèle d'affaires dès 2010-2011, le quotidien annonce sa conversion en organisme à but non lucratif en 2018. La publication abandonne alors totalement l'imprimé et se convertit entièrement au format numérique. L'accès à La Presse+ devient alors entièrement gratuit.
Si le virage numérique de La Presse semble être un succès, la fin de son édition papier profite aux autres quotidiens imprimés, qui voient bientôt bondir leurs abonnements.

## Débats historiographique sur l'histoire de la presse écrite au Québec

### Le mythe de la presse portative de Henri-Marie du Breil de Pontbriand
En 1895, le bibliophile Philéas Gagnon chamboule le récit traditionnel de l'implantation de l'imprimé au Québec lorsqu'il publie un Essai de Bibliographie canadienne: Inventaire d'une bibliothèque comprenant imprimés, manuscrits, estampes, etc. relatifs à l'histoire du Canada et des pays adjacents. Dans ce volume, Gagnon annonce avoir fait la découverte de deux mandements imprimés du dernier évêque de Québec sous le régime français, Henri de Pontbriand. Sur des bases plutôt floues, il affirme de plus que ces mandements, tous deux datés de 1759, auraient été imprimés sur une presse portative appartenant à l'évêque.

Si la thèse de Gagnon est d'abord largement acceptée par ses contemporains, elle est remise en doute à partir du milieu du XXe siècle. Dès 1951, par exemple, Aegidius Fauteux soulève certaines faiblesses de l'argument de Gagnon:
« Pourquoi dans toutes les paroisses où l'on a conservé ces mandements épiscopaux ne trouve-t-on que la copie manuscrite de ces mêmes mandements de Henri-Marie du Breil de Pontbriand, promulguée en la forme ordinaire du temps? Pourquoi aussi n'a-t-on jamais trouvé aucune trace de cette presse qu'aurait possédée de Pontbriand et qui, d'après Gagnon, aurait suivi son propriétaire à Montréal, après la reddition de Québec?  J’ai examiné moi-même avec soin l’inventaire détaillé de tous les biens que laissait à sa mort, en 1760, le dernier évêque du régime français, et bien que toutes sortes de meubles y fussent mentionnés, depuis son carosse jusqu’à ses chandeliers et ses timbales, je n’y ai pas trouvé la moindre mention d’une presse petite ou grande qui, pourtant, à cause de sa singularité, eut bien mérité d’être signalée. »